# Bergamo
Bergamo (lombardisch Bèrghem, lateinisch Bergomum) ist eine Stadt in der italienischen Region Lombardei und Hauptstadt der Provinz Bergamo. Die am Südrand der Alpen am Übergang zur Po-Ebene gelegene Stadt ist Sitz der Universität Bergamo. Die venezianischen Stadtmauern Bergamos gehören seit 2017 zum UNESCO-Welterbe.

## Geographie
Bergamo liegt etwa 50 Kilometer nordöstlich von Mailand am Fuß der Alpen an der Grenze zur Po-Ebene. Die Stadt selbst hat 120.157 Einwohner (Stand 31. Dezember 2023), die Agglomeration (im weiteren Sinn) umfasst fast eine halbe Million Einwohner.
Die alte Oberstadt (Città Alta) liegt 380 m ü. M. auf einem Hügel, der zu den letzten Ausläufern der Alpen gehört, bevor diese in die fruchtbare Poebene übergehen. Die Unterstadt (Città Bassa, auch Città Borghi) und einige Vorstädte erstrecken sich um den Altstadthügel, sowohl in der Ebene als auch über angrenzende Hügel.

## Geschichte

### Gallier, Römer (ab 196 v. Chr.)
Laut Iustinus gründeten Gallier Bergamo nach der Vertreibung der Etrusker. Nach Ptolemäus gehörte die Stadt dem Volksstamm der Cenomanen, Cato zufolge den Orobiern, die sie Parra nannten.
Von den Römern wurde der Ort 196 v. Chr. erobert und Bergomum genannt. Er wurde Municipium und gehörte zur Tribus Voturia. Als das (West-)Römische Reich im Niedergang begriffen war, machte Attila zuerst 451 einen missglückten Einfall nach Gallien; dann wandte sich der Hunnenführer 452 nach Norditalien und eroberte und plünderte dort mehrere Städte, u. a. auch Bergamo. 460 errang der weströmische Heermeister Ricimer bei Bergamo einen Sieg über die Alanen.

### Langobarden (ab 569), Herzogtum Bergamo (bis 701)
569 fiel Bergamo an die Langobarden unter Alboin und wurde in der Folge Residenzort eines der Herzogtümer. Ende des 6. Jahrhunderts versuchte sich Herzog Gaidulf von Bergamo vergeblich vom Langobardenreich unabhängig zu machen (Historia Langobardorum, IV, 13). Er wurde 594 hingerichtet. In der Schlacht von Novariae (Novara) unterlag 701 ein Heer unter Führung Ansprands trotz der Unterstützung des mit diesem verbündeten dux Rotharit dem rebellierenden Herzog Raginpert. Rotharit war der letzte Herzog von Bergamo. Er strebte noch im selben Jahr die Königsherrschaft an. Doch wurde er von König Aripert II., dem Sohn des Siegers von Novara, besiegt und getötet. Aripert ließ, so schreibt Paulus Diaconus in seiner Historia Langobardorum (VI, 20), den „pseudoregem“ Rotharit Haare und Bart scheren. Dann schickte er ihn ins Exil nach Turin, wo Rotharit nach einigen Tagen zu Tode kam („peremptus est“). Aripert wandelte daraufhin Bergamo in ein von der Hauptstadt Pavia abhängiges Gastaldat um.

### Franken, Sitz eines Grafen, bischöfliche Herrschaft, Kommune
Nach der Niederlage des Langobardenkönigs Desiderius gegen den Karolingerherrscher Karl den Großen (774) geriet die Stadt unter die Herrschaft der Franken und wurde Sitz eines Grafen. Im 10. Jahrhundert waren Mitglieder des Geschlechts der Giselbertiner Grafen von Bergamo, die der Stadt wieder zu größerer Bedeutung verhalfen. Ihr Einfluss sank gegen Ende des 10. Jahrhunderts und ab 904 herrschten in Bergamo prokaiserlich eingestellte Bischöfe. Deren Regierung neigte sich zu Ende, als Bischof Arnulf im Investiturstreit auf der Mailänder Synode von 1098 seines Amtes enthoben wurde. Nun einigten sich die einflussreichsten Familien, Bergamo zu einer Kommune aristokratischen Charakters zu machen.
1156 begannen die Feindseligkeiten Bergamos mit der nahe gelegenen Stadt Brescia, die viele Jahre andauerten. 1167 traten die Bergamasker dem gegen Barbarossa gerichteten Lombardischen Bund oberitalienischer Kommunen bei. 1183 wurde diese Auflehnung gegen die Italienpolitik des Kaisers im Konstanzer Frieden beigelegt und Barbarossa im nächsten Jahr bei seinem Einzug in Bergamo willkommen geheißen. Streitigkeiten zwischen verschiedenen an der Regierung beteiligten Parteien, die sich aus bedeutendsten städtischen Familien zusammensetzten, gefährdeten seit den letzten Jahrzehnten des 12. Jahrhunderts die kommunale Struktur Bergamos. So kam es 1206 zu einem Kampf zwischen der den Ghibellinen zuneigenden Familie der Suardi und der zu den Guelfen zählenden Sippe der Rivola. Weitere Parteikämpfe veranlassten die Bergamasker 1230 zur Gründung der Società del popolo, die mit 200 Infanteristen erneute Zusammenstöße verhindern sollte.

### Vorherrschaft Mailands

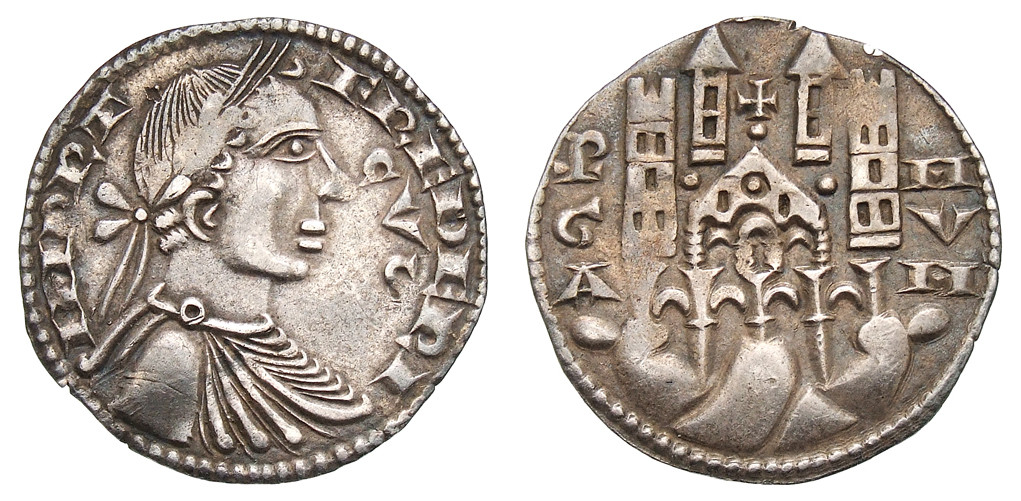
Münze der Stadt Bergamo aus den Jahren zwischen 1236 und 1250; auf der Vorderseite Porträt und Name Kaiser Friedrichs II.

1237 kämpfte Bergamo auf Seiten Kaiser Friedrichs II. in der Schlacht von Cortenuova gegen den Lombardenbund. 1261 bis 1264 folgte ein Kampf gegen das guelfische Mailand, der mit der Unterwerfung durch die Torriani endete. Diese übten damals die Signorie in Mailand aus und Filippo della Torre wurde 1264 Podestà von Bergamo. 1296 kam es zu einem Bürgerkrieg zwischen den Colleoni und den Suardi. Letztere mussten fliehen, konnten aber mit Hilfe der Mailand seit 1277 beherrschenden Familie der Visconti zurückkehren. Als König Johann von Böhmen nach Italien zog, wählten die Bergamasker ihn 1331 zum Signore, doch hatte er dieses Amt nur wenige Monate inne, da er bald Mastino II. della Scala, dem Herrn von Verona, unterlag. 1333 wurde Bergamo von Azzo Visconti längerfristig mit Mailand verbunden. Mehrmals versuchten sich aber die wichtigsten Familien Bergamos wieder unabhängig zu machen, insbesondere als Gian Galeazzo Visconti 1402 starb. Nach Vertreibung des herzoglichen Vikars wurde Roger Suardi zum Statthalter erwählt, welcher Bergamo an Pandolfo III. Malatesta verkaufte (1407), unter dessen Regierung die Stadt aufblühte.

### Venedig (ab 1428)

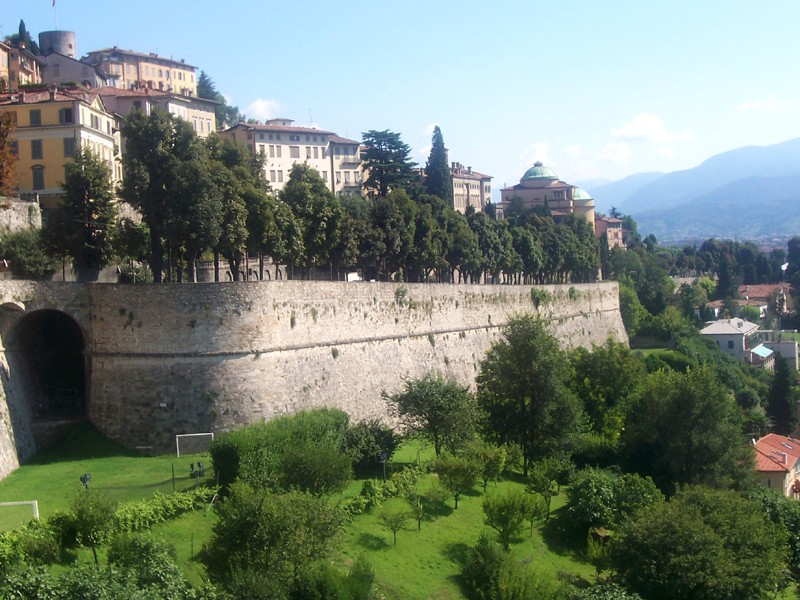
Bergamo, Blick auf die obere venezianische Stadtmauer

1419 kam Bergamo an Filippo Maria Visconti, aber eine starke, mit der Republik Venedig sympathisierende Partei agitierte gegen die Herrschaft der Visconti. In den nächsten Jahren regierten abwechselnd Mailand und Venedig über Bergamo, bis die Stadt 1428 endgültig an letztere fiel. Es kam später mehrmals zu Eroberungen durch Franzosen und Spanier, doch den Venezianern gelang jeweils die Rückeroberung der Stadt. So wurde die Stadt 1509 von Ludwig XII. eingenommen, aber schon 1516 von den Venezianern wiedergewonnen, die ab 1561 insbesondere die Oberstadt stark befestigten und Bergamo bis 1797 beherrschten.

### Napoleons Cisalpinische Republik, Österreich, Italien (seit 1859)
Nach der Eroberung Oberitaliens durch Napoleon kam Bergamo 1797 im Rahmen der Auflösung der Republik Venedig im Frieden von Campo Formio zur Cisalpinischen Republik.
Nach dem Sturz Napoleons war es seit 1815 österreichisch und teilte das Schicksal des lombardo-venezianischen Königreichs. Die weitere Geschichte der Stadt hängt mit dem Risorgimento zusammen, wobei Bergamo den größten Anteil an Garibaldini im sogenannten Zug der Tausend stellte. Als Teil des Königreichs Sardinien wurde sie 1859 Provinzhauptstadt des Königreiches Italien und später des neugeschaffenen italienischen Staates. Die Stadt hatte 1881 23.819, mit den Borghi 33.977 Einwohner.
Bis in die Zeit nach dem Ersten Weltkrieg bestand eine Bauverordnung, die jedem Bewohner der Unterstadt den ungestörten Blick auf Bergamo Alta garantierte. Kurz vor Ende des Zweiten Weltkrieges wurde die Stadt im späten April 1945 von den Alliierten und italienischen Partisanen erobert. Papst Johannes XXIII. stammte aus der Provinz Bergamo und war Rektor im Priesterseminar in Ober-Bergamo. Noch heute gibt es in der Città Alta ein Humanistisches Gymnasium, die große Stadtbibliothek sowie die geisteswissenschaftlichen Fakultäten der 1960 gegründeten Universität Bergamo (Università degli Studi di Bergamo).
Bergamo zählte im Frühjahr 2020 mit der Lombardei zur am stärksten von der COVID-19-Pandemie betroffenen Region in Europa.

## Sehenswürdigkeiten

### Oberstadt

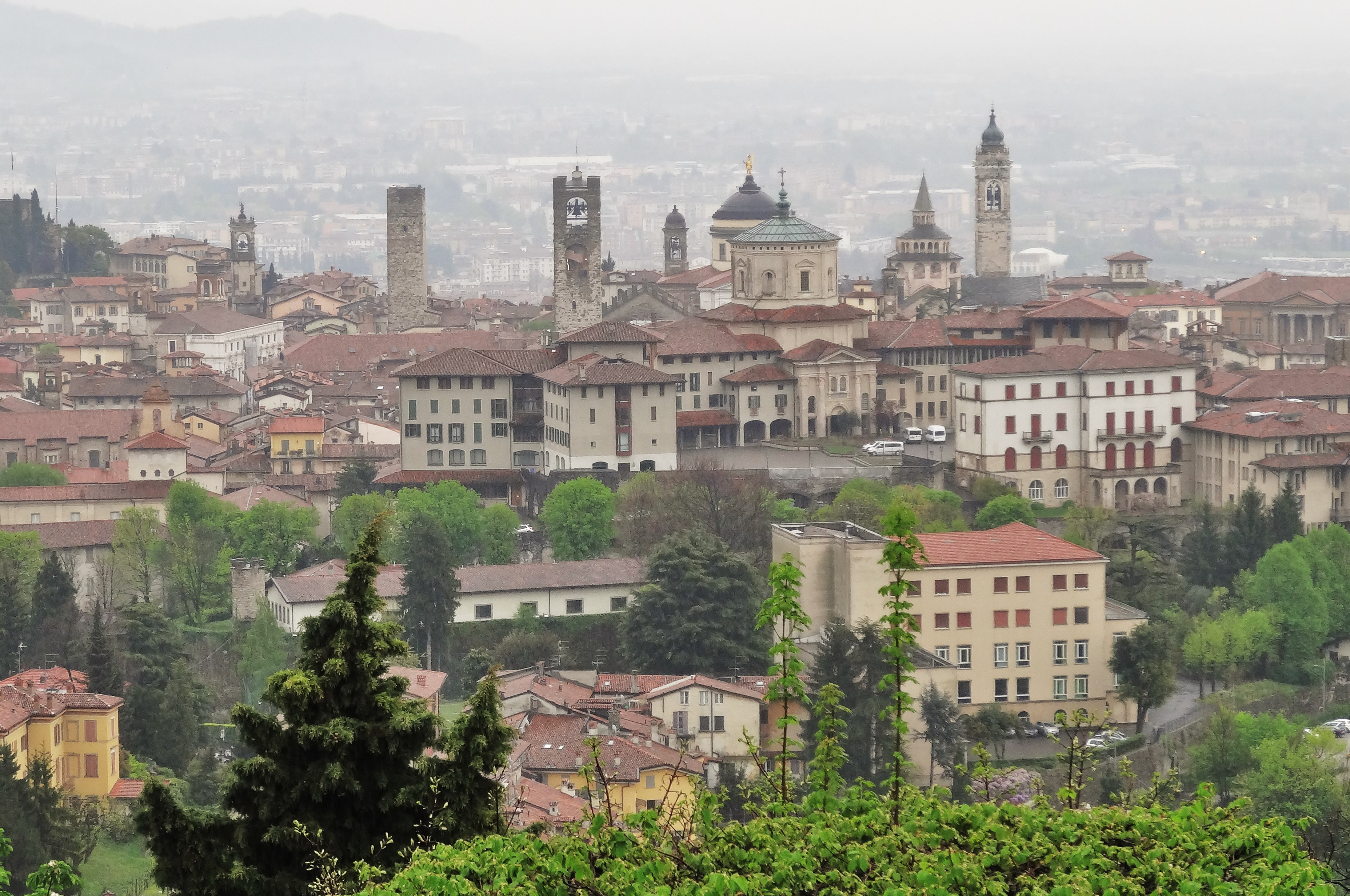
Blick von San Vigilio auf das historische Zentrum der Oberstadt

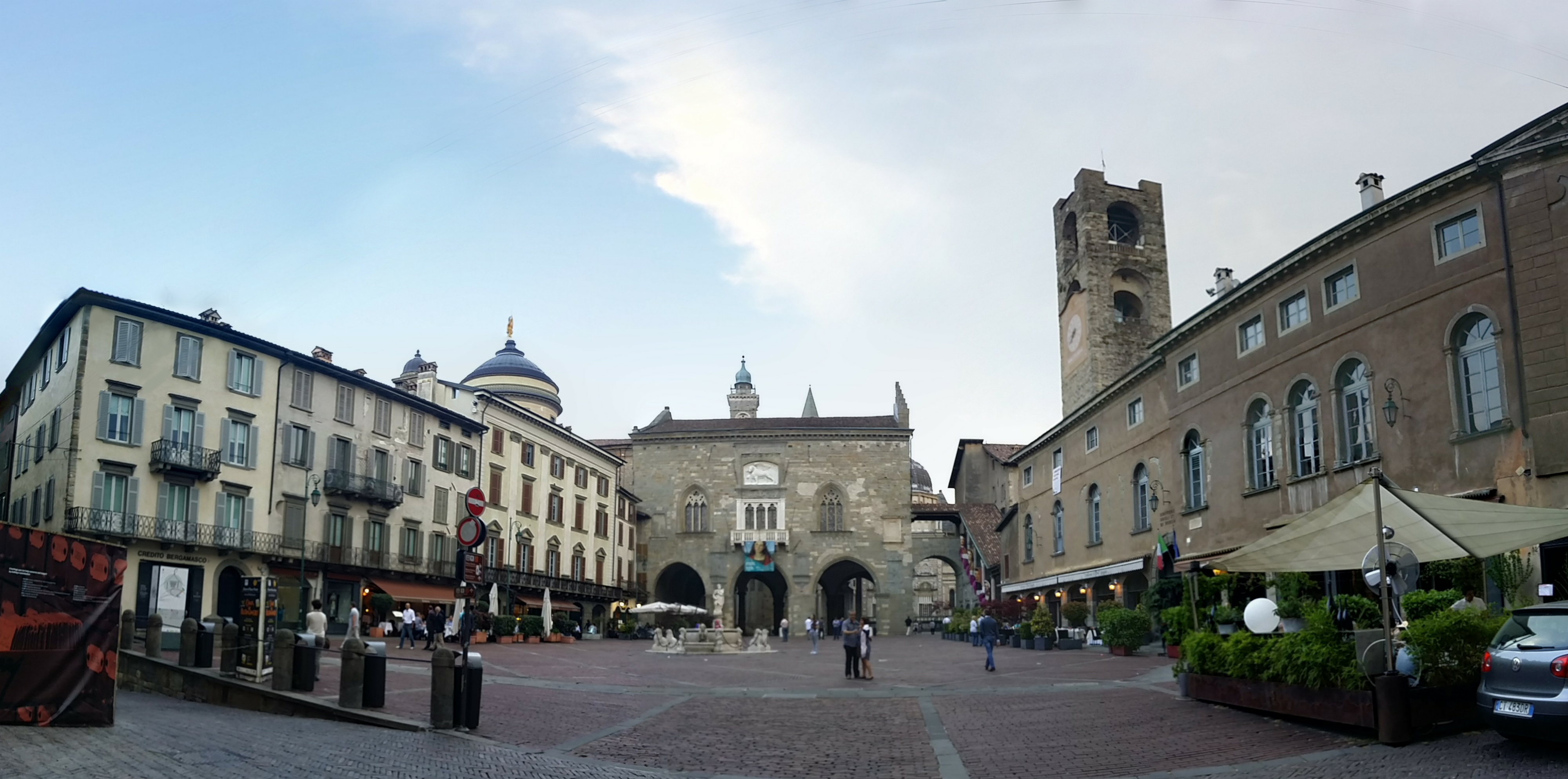
Piazza Vecchia

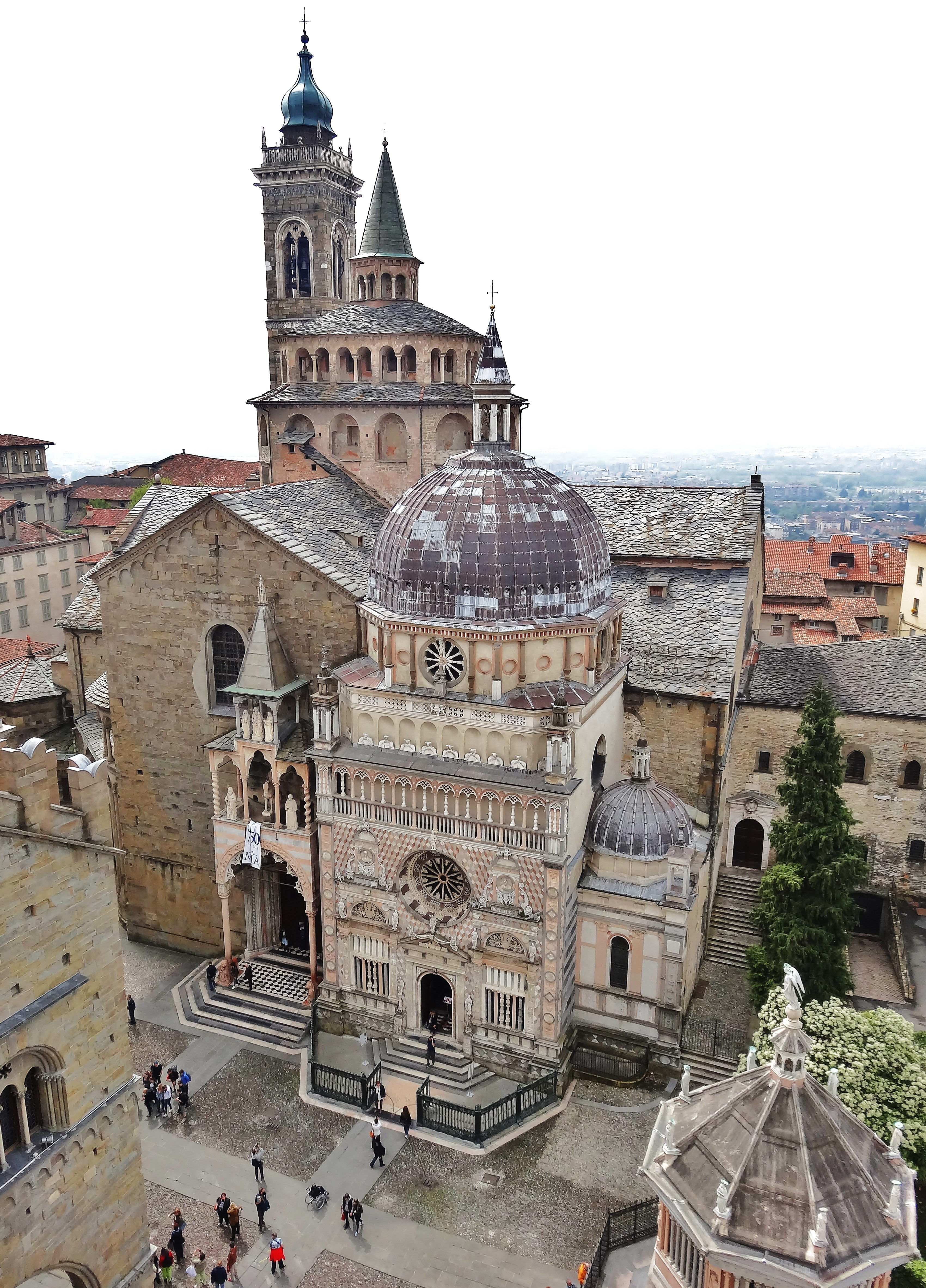
Blick vom Stadtturm auf den Domplatz. In der Mitte die Cappella Colleoni, links das Nordportal der Kirche Santa Maria Maggiore, rechts die Treppe und das Portal der Bischofskapelle

Die Oberstadt, Città Alta (ital. città = Stadt, alta = hoch), die heute ganz unter Denkmalschutz steht, zieht sich wie ein Amphitheater an einer Anhöhe empor und ist vollständig mit einer fünf Kilometer langen Stadtmauer umgeben. Die heutigen Mauern stammen aus dem 16. Jahrhundert und beinhalten mehrere Bastionen. Das Zentrum der historischen Oberstadt ist die Piazza Vecchia, an der das mittelalterliche Rathaus Palazzo della Ragione mit dem Stadtturm Torre Civica steht.
Dahinter, auf der Piazza del Duomo, dem Domplatz, steht links der Dom von Bergamo (Duomo di Bergamo), die Cattedrale di Sant’Alessandro Martire, (ursprünglich von Filarete erbaut, ab dem 15. Jahrhundert mehrfach umgebaut) mit Kuppel und klassizistischer Fassade.

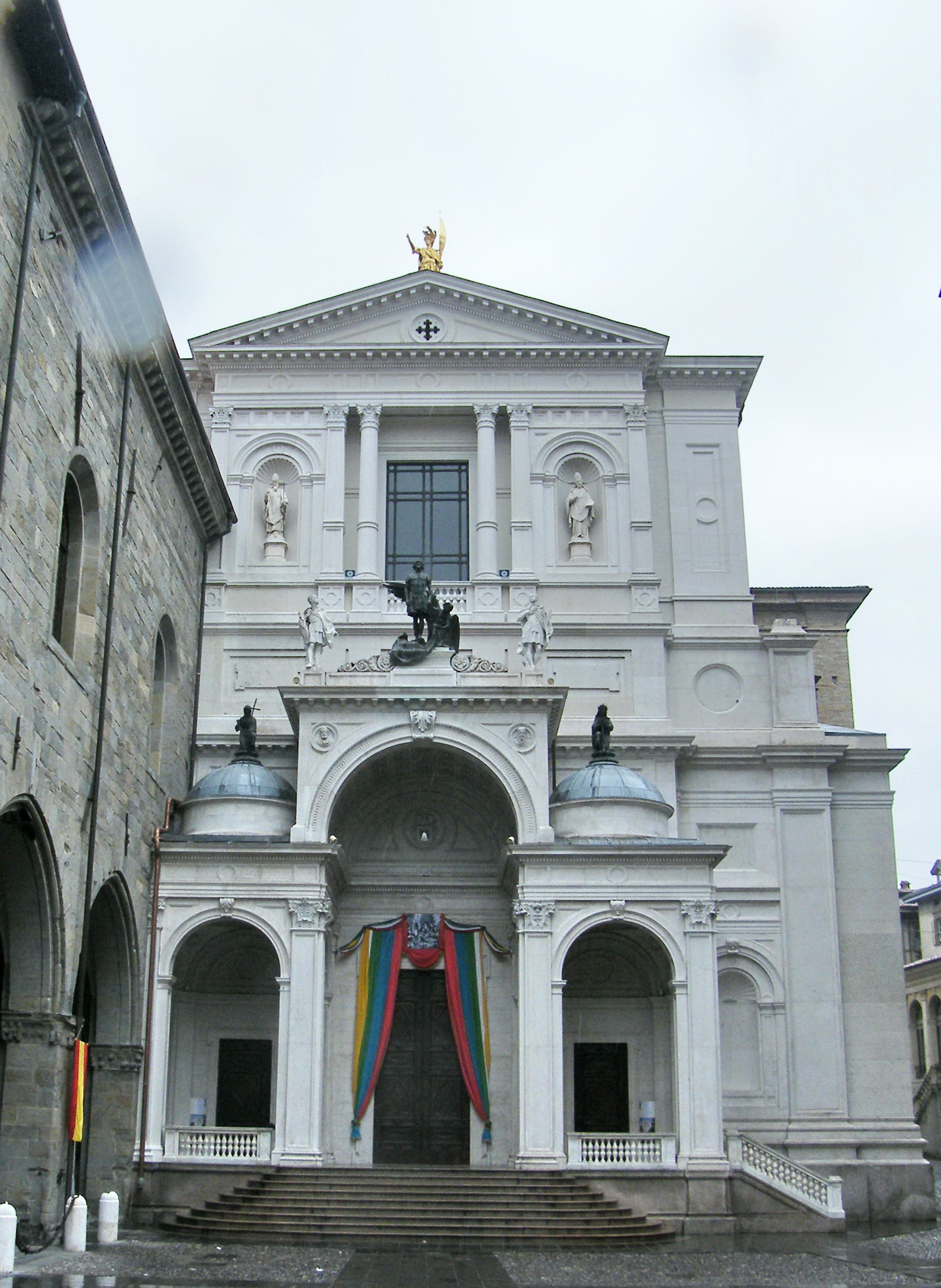
Der Dom von Bergamo

Das auffallendste Bauwerk auf dem Domplatz ist die Cappella Colleoni mit ihrer Renaissance-Fassade.
Links der Cappella Colleoni steht die Kirche Santa Maria Maggiore, eine ursprünglich romanische (von 1173), später barockisierte dreischiffige Emporenbasilika mit den Denkmälern und Gräbern der Komponisten Gaetano Donizetti und Johann Simon Mayr.
Rechts an der Cappella Colleoni führt eine Treppe zur erstmals 1133 erwähnten und 1169 als solche bezeichneten ehemaligen Bischofskapelle, der Cappella di Santa Croce, mit romanischen Fresken. Nicht weit davon, nur vom Stadtturm zu sehen, steht der Bischofspalast von 1750 mit Garten.

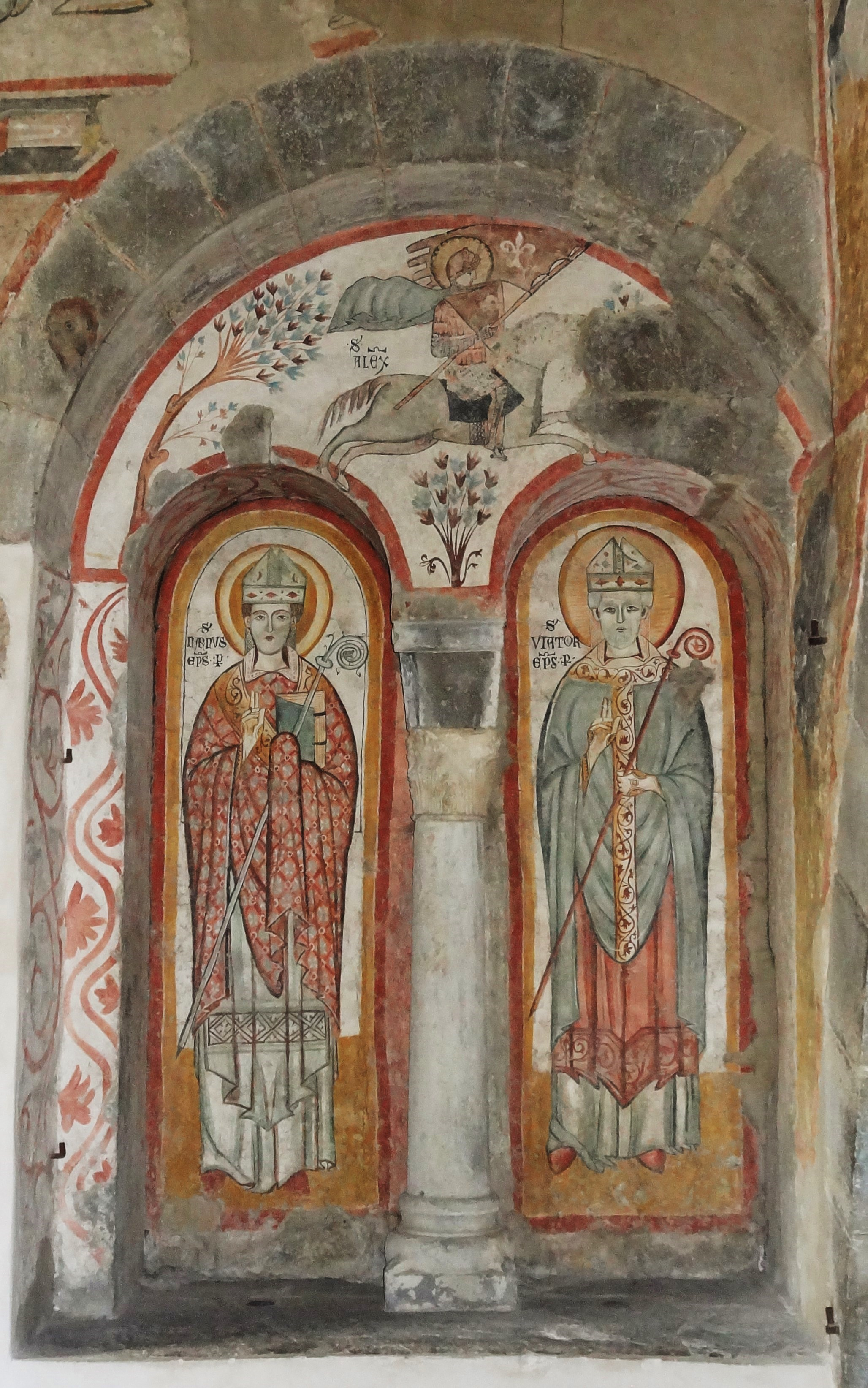
Fresko mit den Hll. Narnus und Viator, den ersten Bischöfen von Bergamo, in der Cappella di Santa Croce
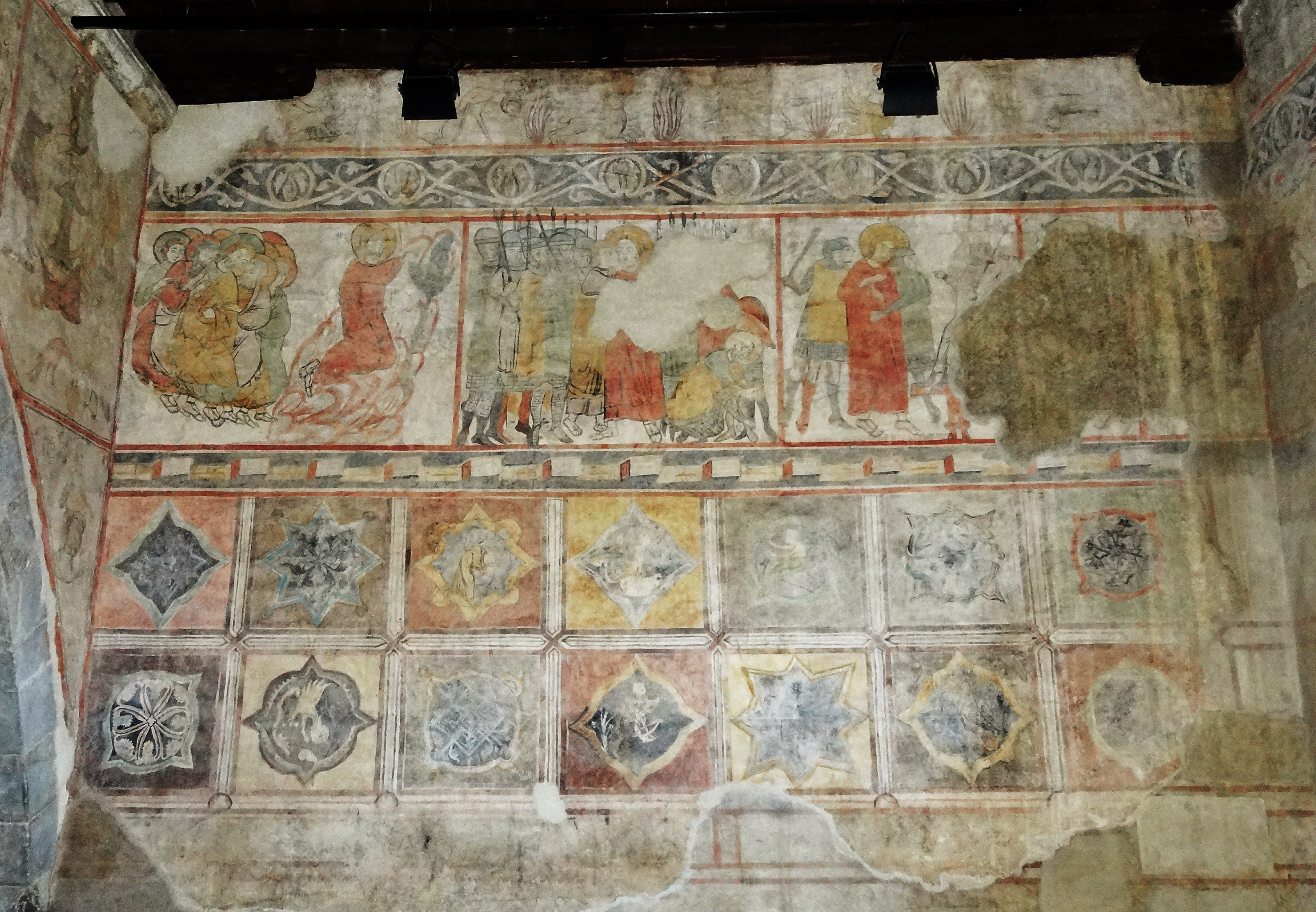
Eine Innenwand der Bischofskapelle
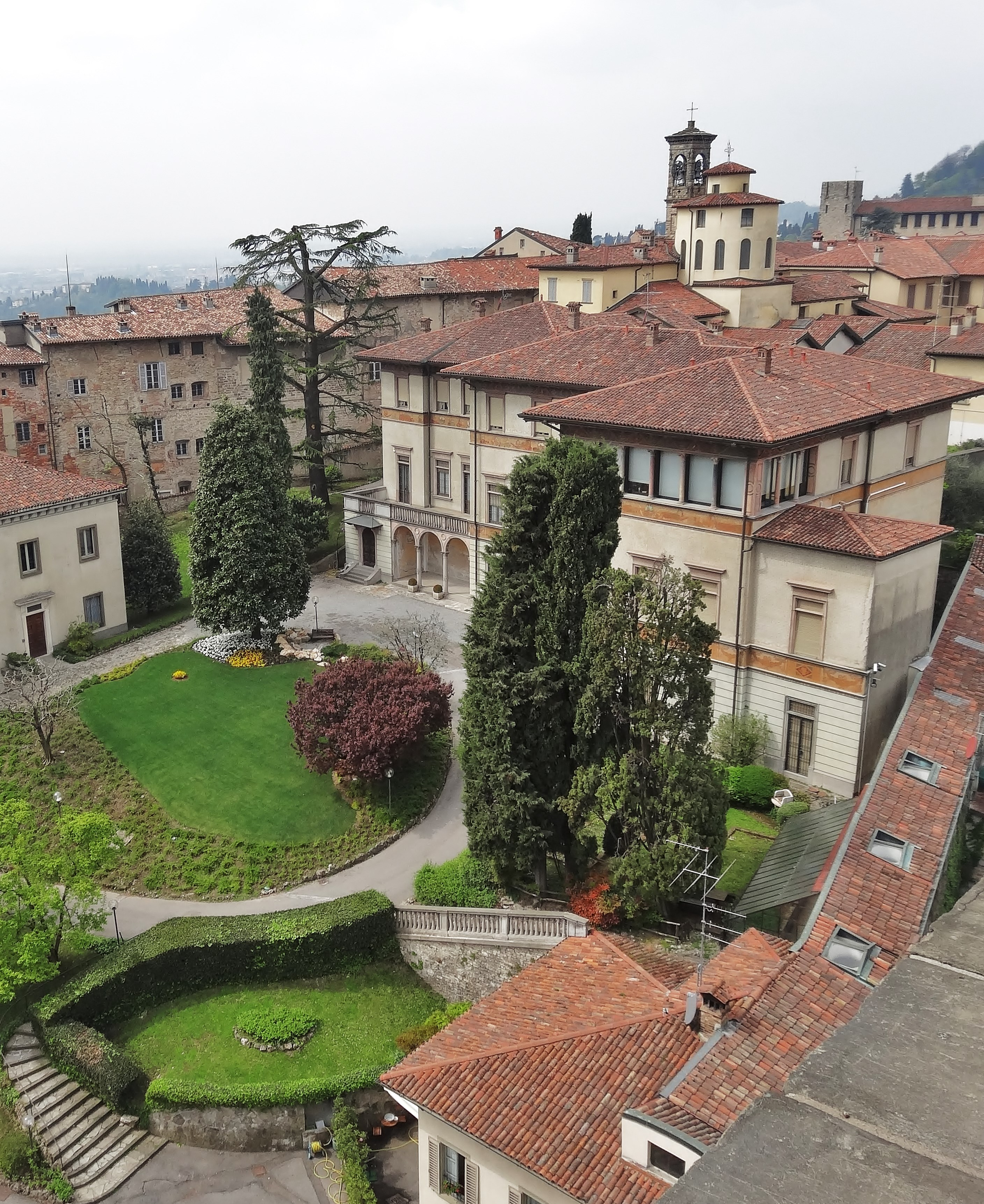
Blick vom Stadtturm auf den Bischofspalast

Die von außen kaum auffallende Pankratiuskirche, Chiesa di S. Pancrazio, mit klassizistischem Inneren, steht am Anfang der Via S. Pancrazio. Im spitzbogigen Portal befindet sich das Fresko eines Gnadenstuhles, darunter Steinreliefs der Madonna mit Kind sowie der hl. Katharina und eines hl. Bischofs.

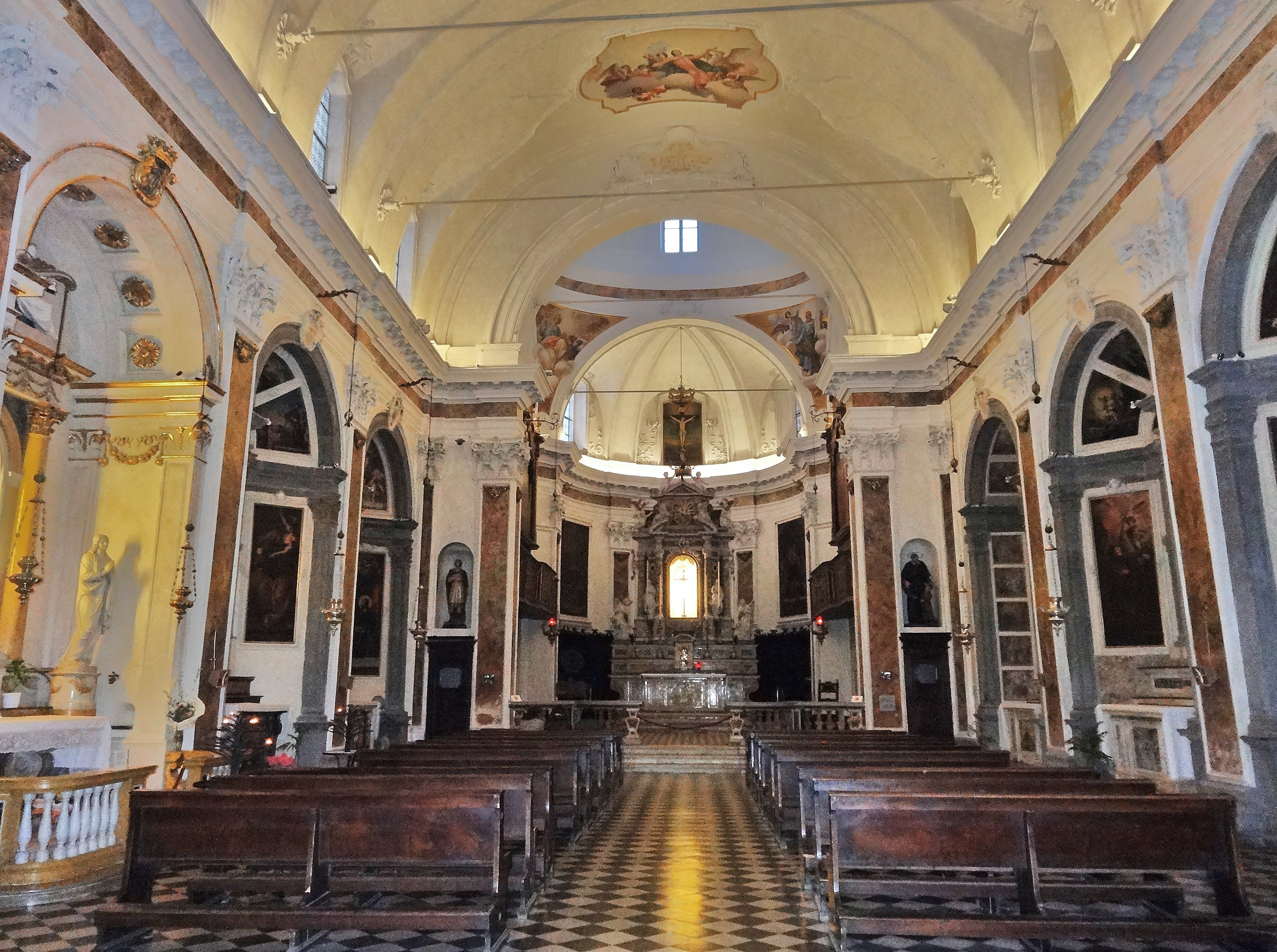
Innenansicht der Pankratiuskirche
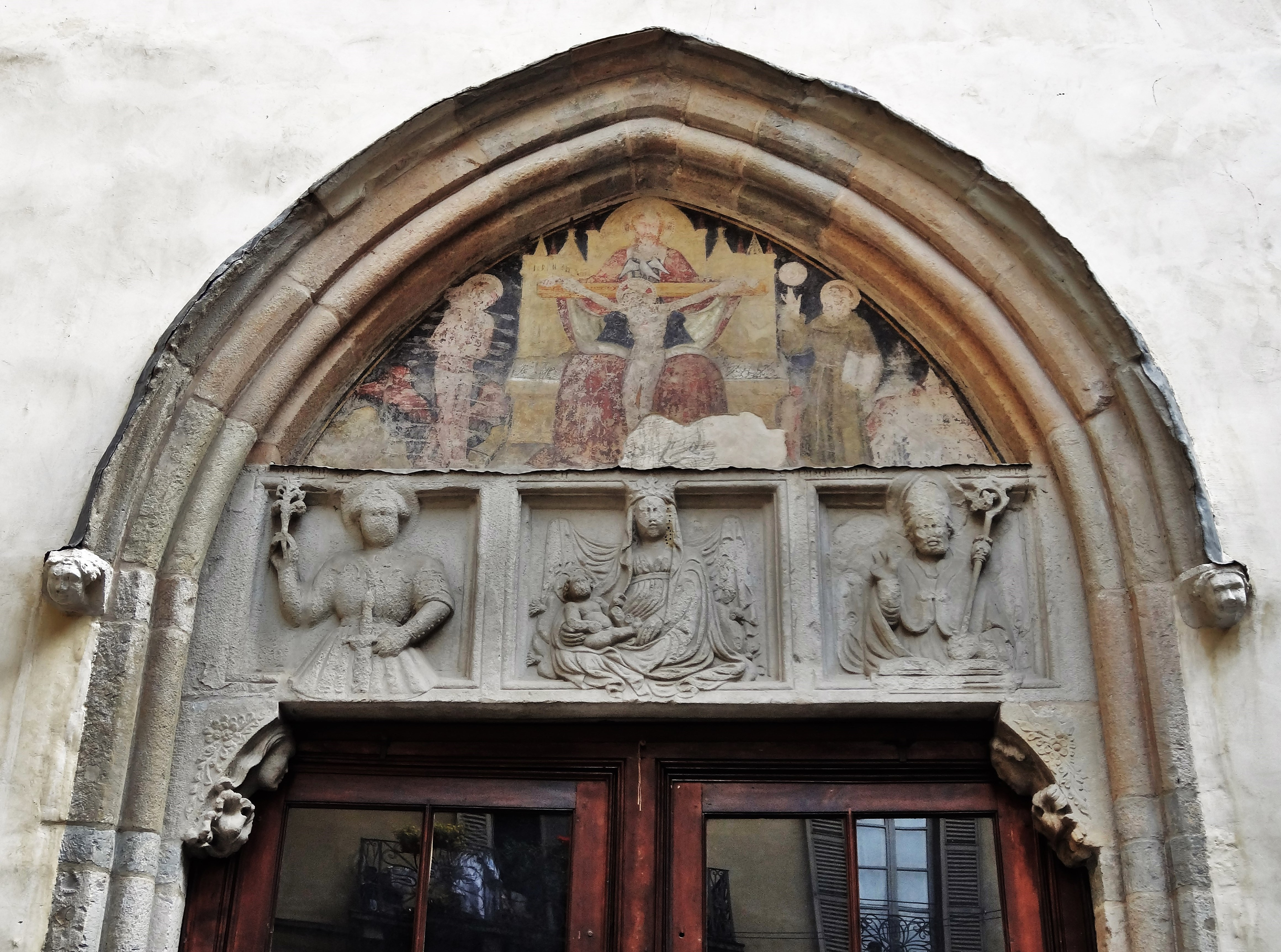
Teilansicht des Portals

Der einzige gotische Kirchenbau der Città Alta, die Kirche des Augustinerklosters (Ex Chiesa di Sant’Agostino), liegt im Osten der Oberstadt.
Im Osten von Ober-Bergamo steht auch die kleine, äußerlich unscheinbare Kirche San Michele al Pozzo Bianco lombardischen 
Ursprungs. Sie wurde bereits 774 erwähnt. Der jetzige Bau stammt aus dem 14. Jahrhundert. Die Kirche ist berühmt wegen der Fresken (12. bis 16. Jahrhundert), insbesondere des Lorenzo Lotto in der Marienkapelle, der Cappella della Madonna, links des Chores, von 1525. Die Kirche wird heute gerne für Hochzeiten genutzt. Auch die aus drei Räumen bestehende Krypta ist mit Fresken ausgestattet.

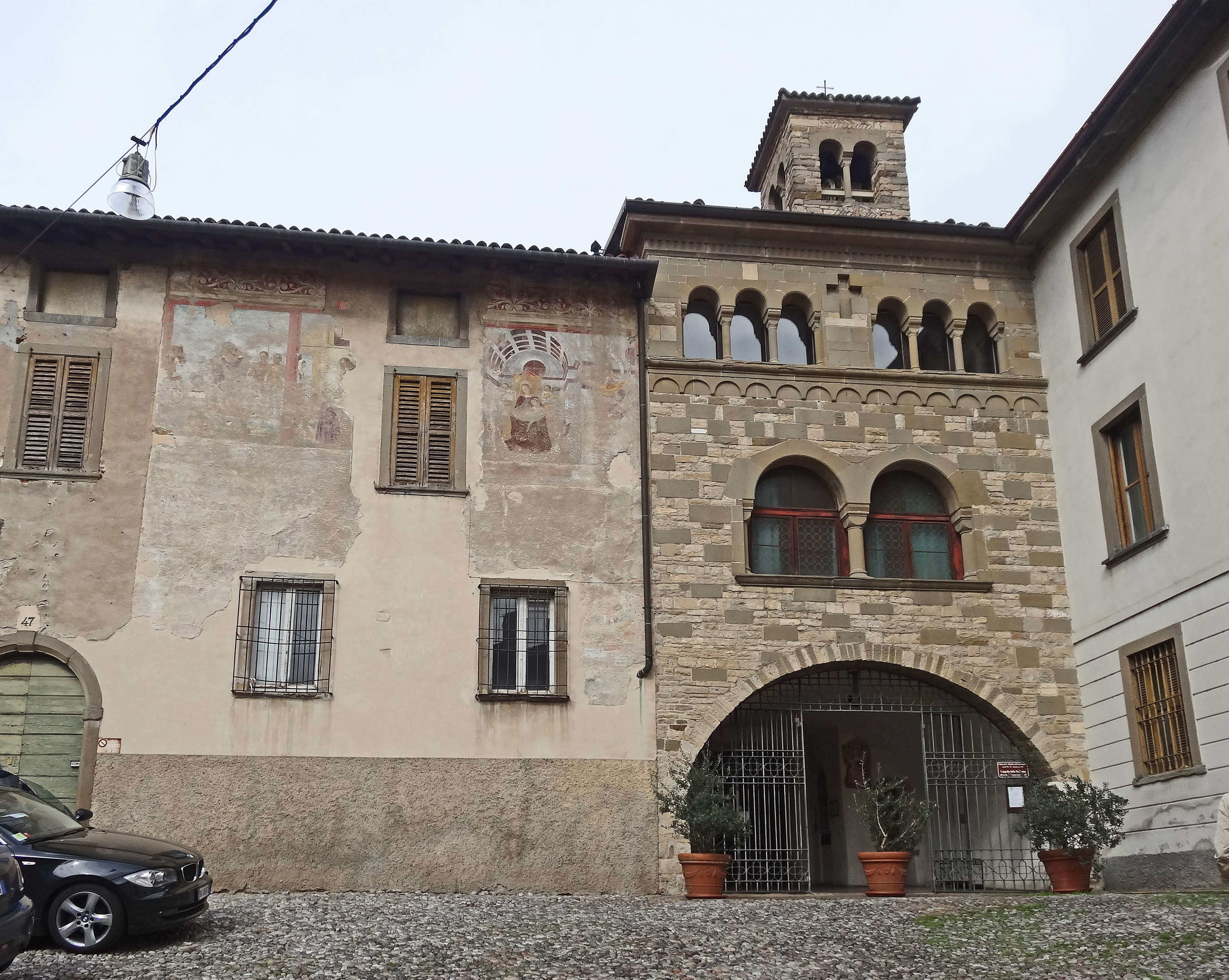
Die Kirche San Michele al Pozzo Bianco
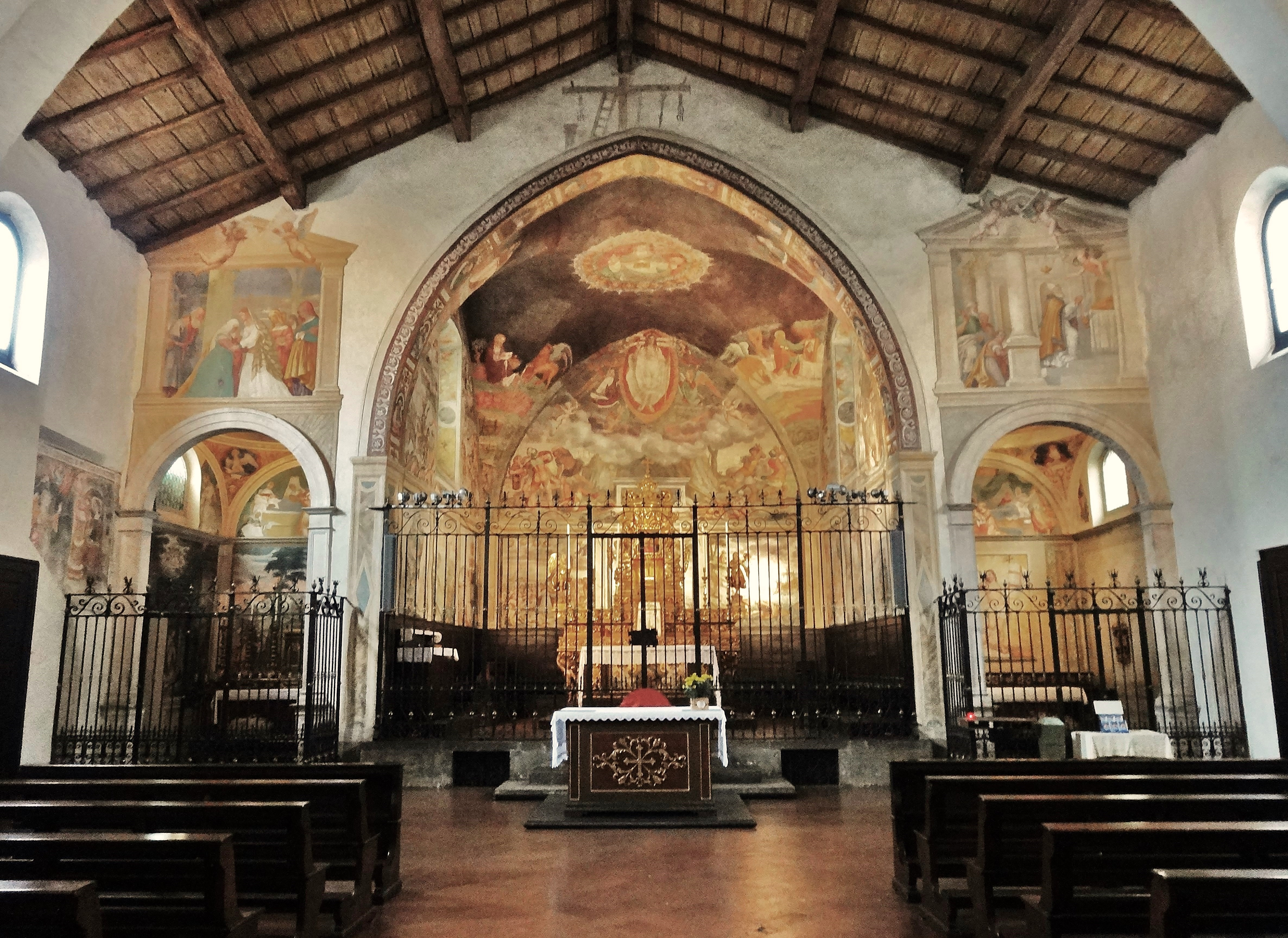
Innenansicht
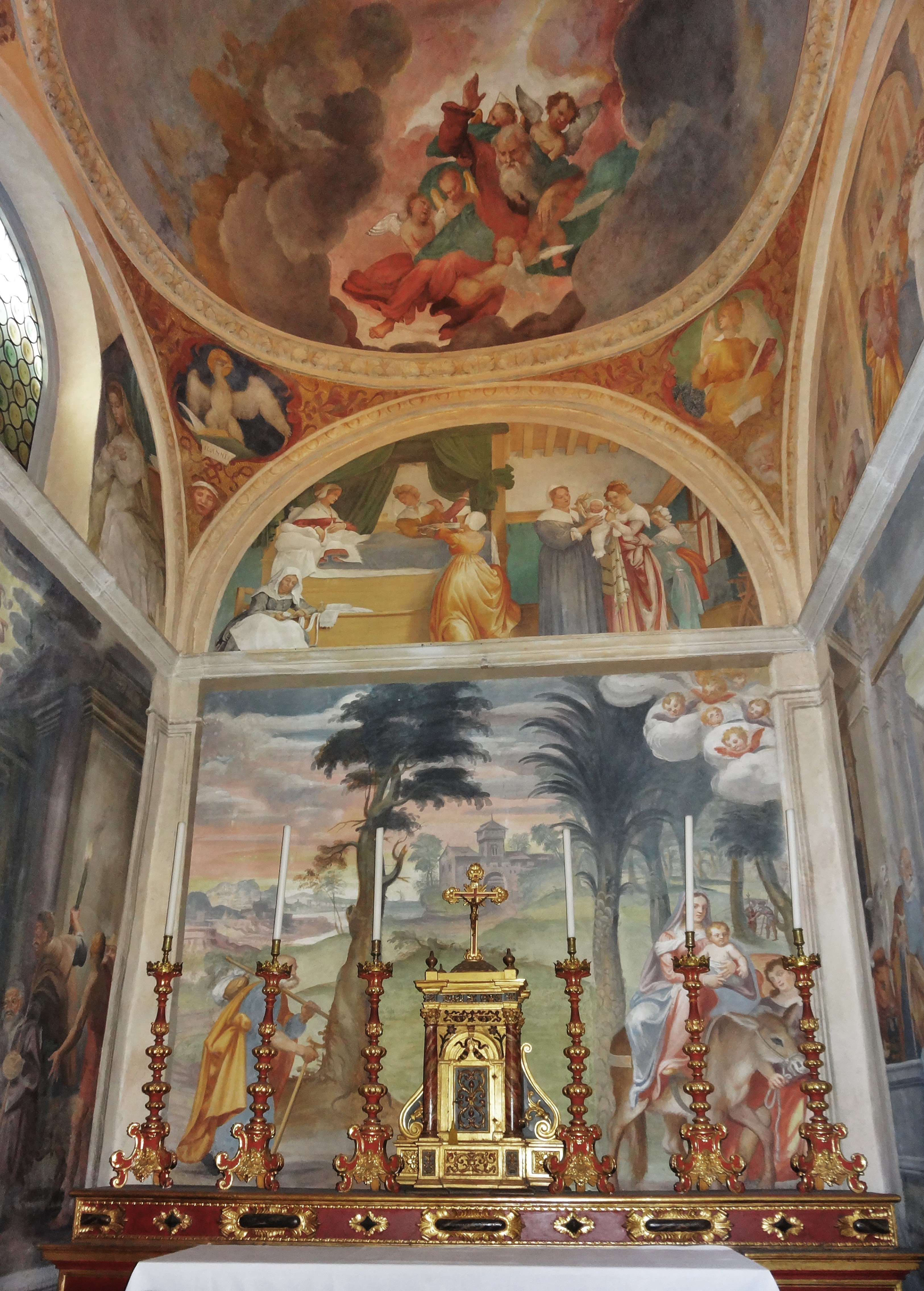
Fresken von Lorenzo Lotto in der linken Seitenkapelle
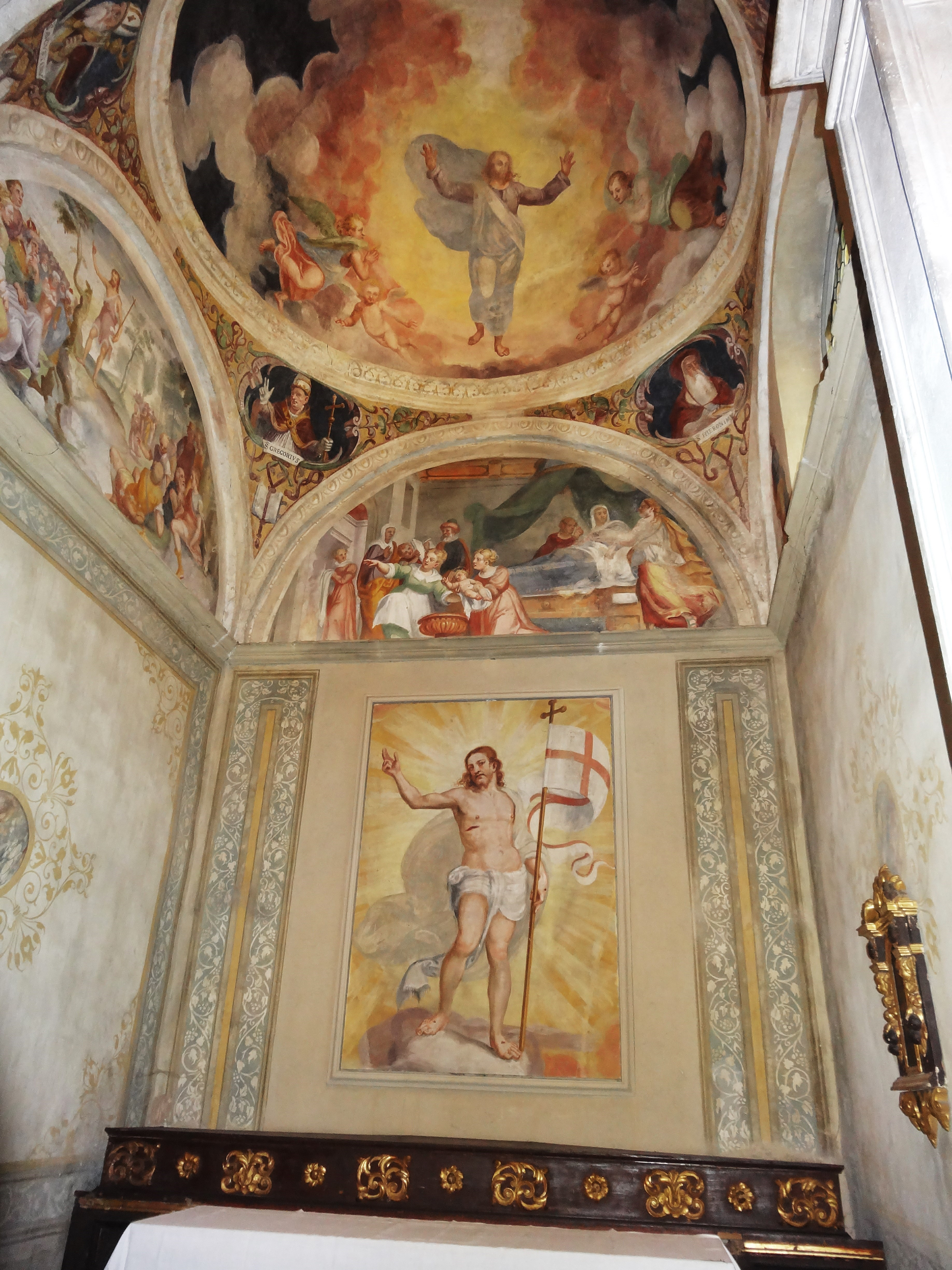
Blick in die rechte Seitenkapelle
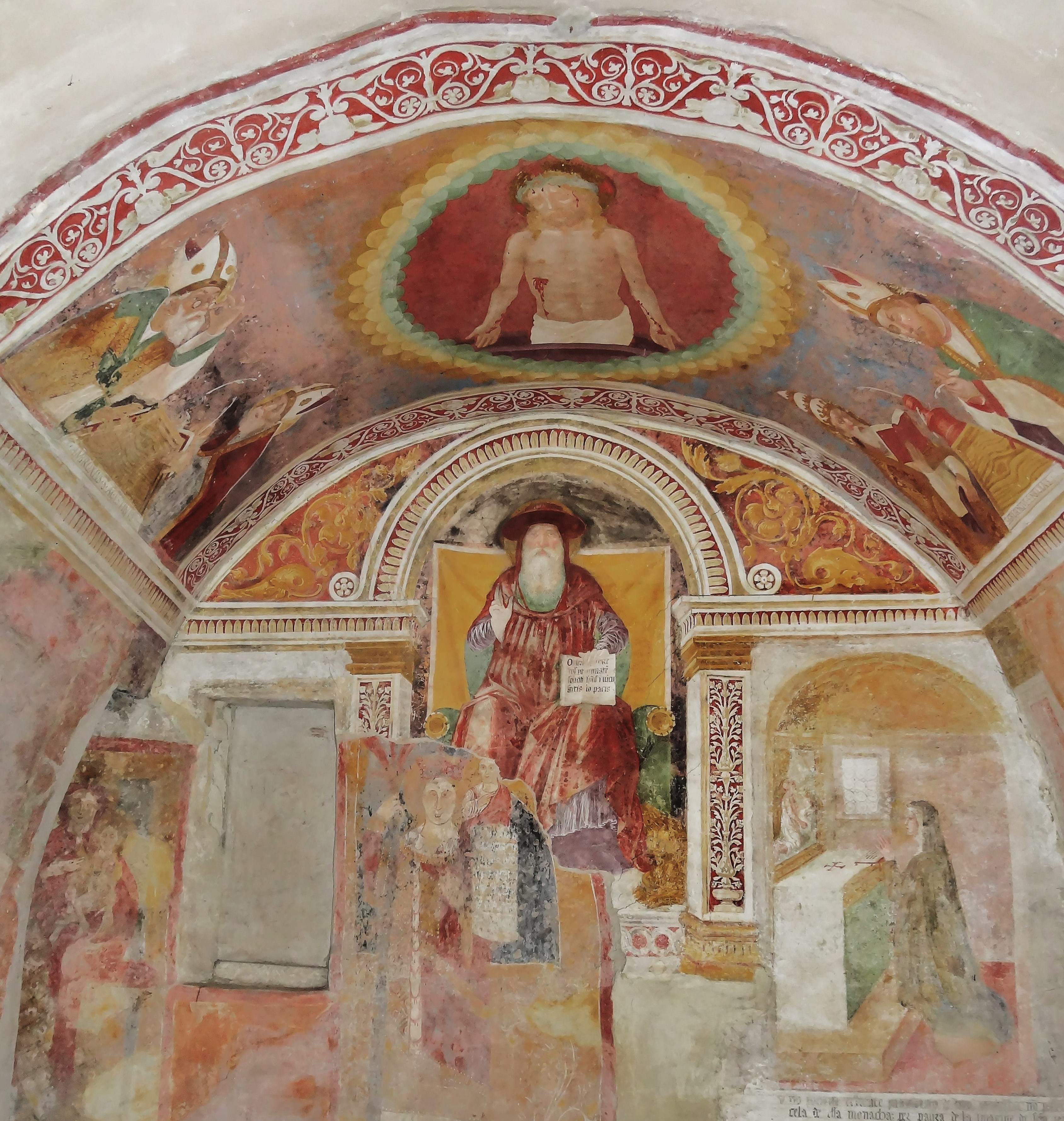
Fresken in der Krypta

Im Winkel zwischen Dom und Basilika di Santa Maria Maggiore steht der Fontanone, 1342 von den Visconti als 22000 Hektoliter Wasser fassende Zisterne errichtet. 1768 wurde darüber nach dem Entwurf von Constantino Gallizioli ein Portikus zur Lagerung antiker, römischer Steine aus der Stadt errichtet. Nach Umbauten ist das Gebäude seit 1818 Sitz des Ateneo di Scienze Lettere e Arti di Bergamo, einer auch heute noch die Geschichtsforschung und Kunst von Bergamo fördernden Gesellschaft von Studenten, Wissenschaftlern und Künstlern.
Im Norden der Oberstadt, auf dem Colle Aperto, liegt der kleine botanische Garten (Orto botanico „Lorenzo Rota“) mit heimischen und exotischen Pflanzen.
Vom alten Kastell auf dem Hügel San Vigilio nordwestlich über der Oberstadt genießt man eine ausgedehnte Fernsicht. Etwas unterhalb des Kastells steht die Kirche des hl. Vigilius.

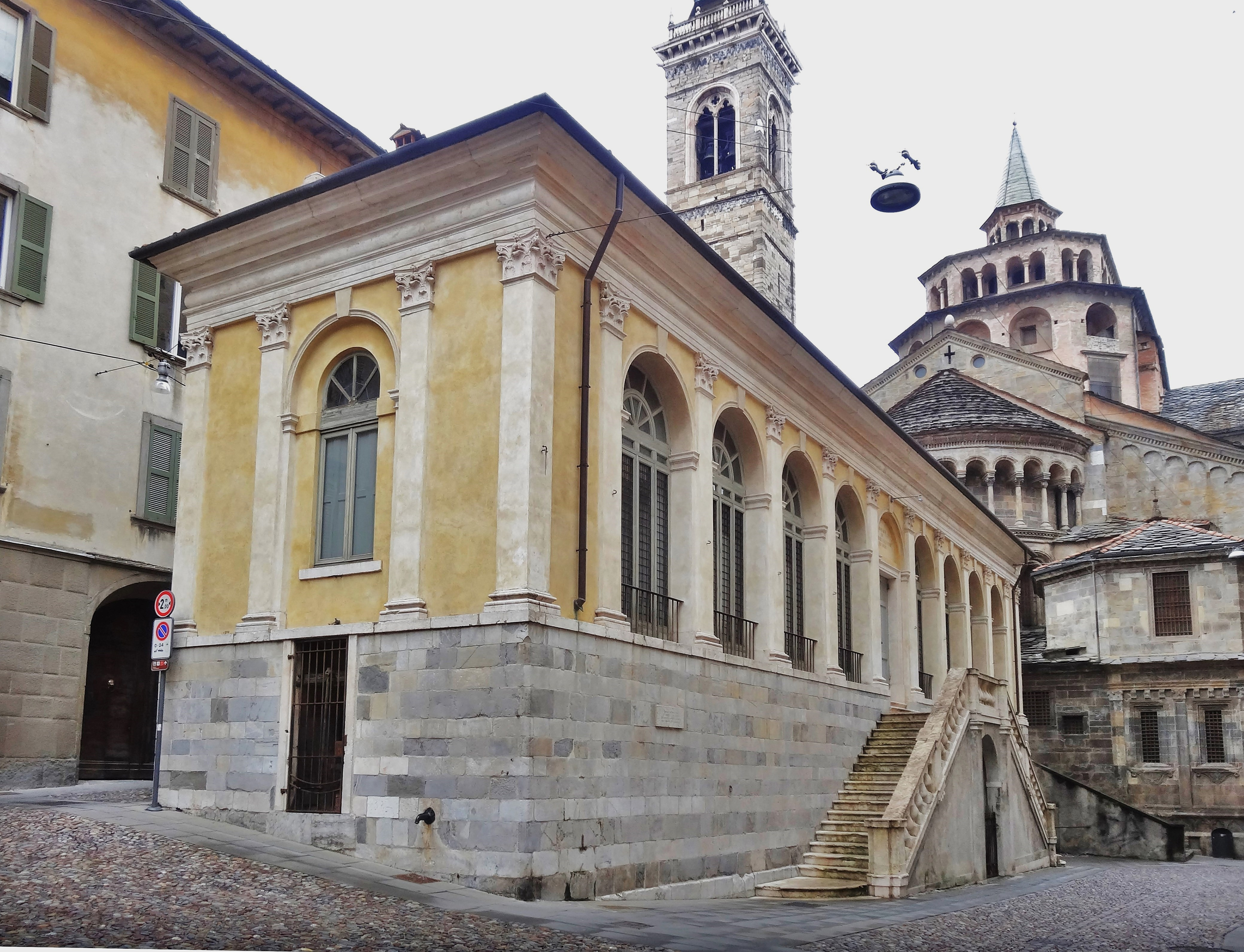
Der Fontanone, im Hintergrund die Basilika Santa Maria Maggiore
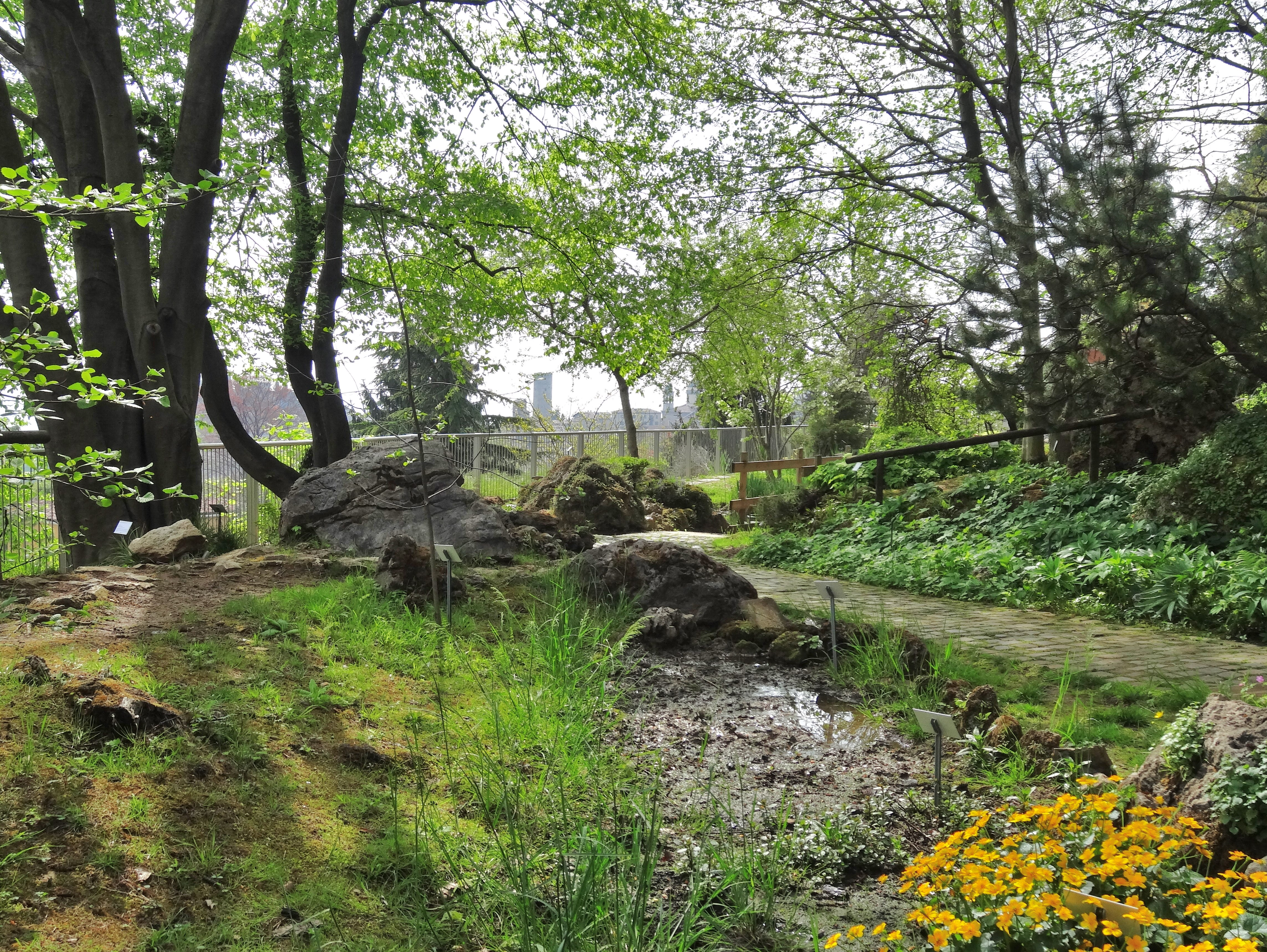
Botanischer Garten „Lorenzo Rota“
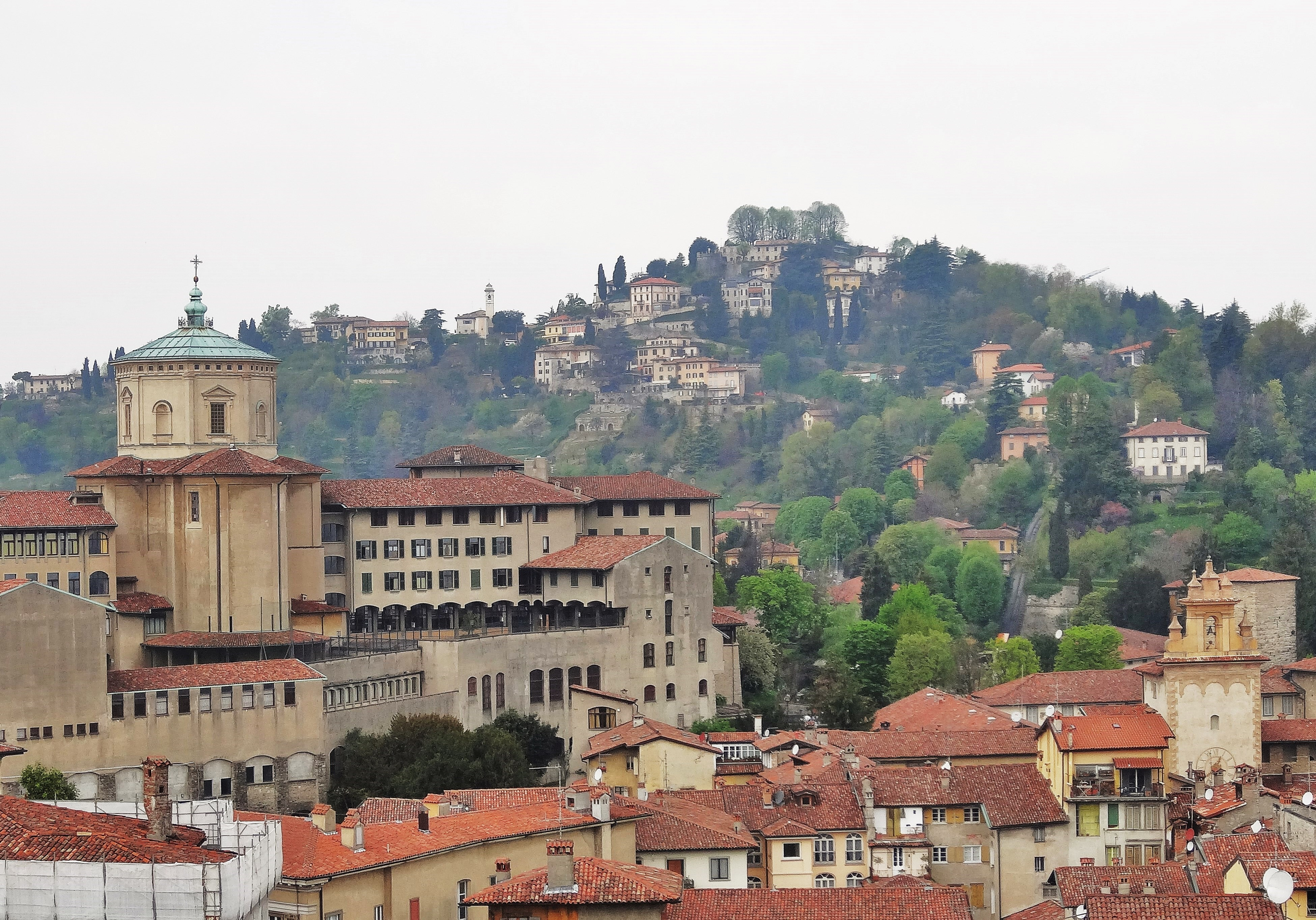
Blick vom Stadtturm auf den Hügel und die Festung San Vigilio, links im Vordergrund die Kirche und das Seminar „Papst Johannes XXIII.“
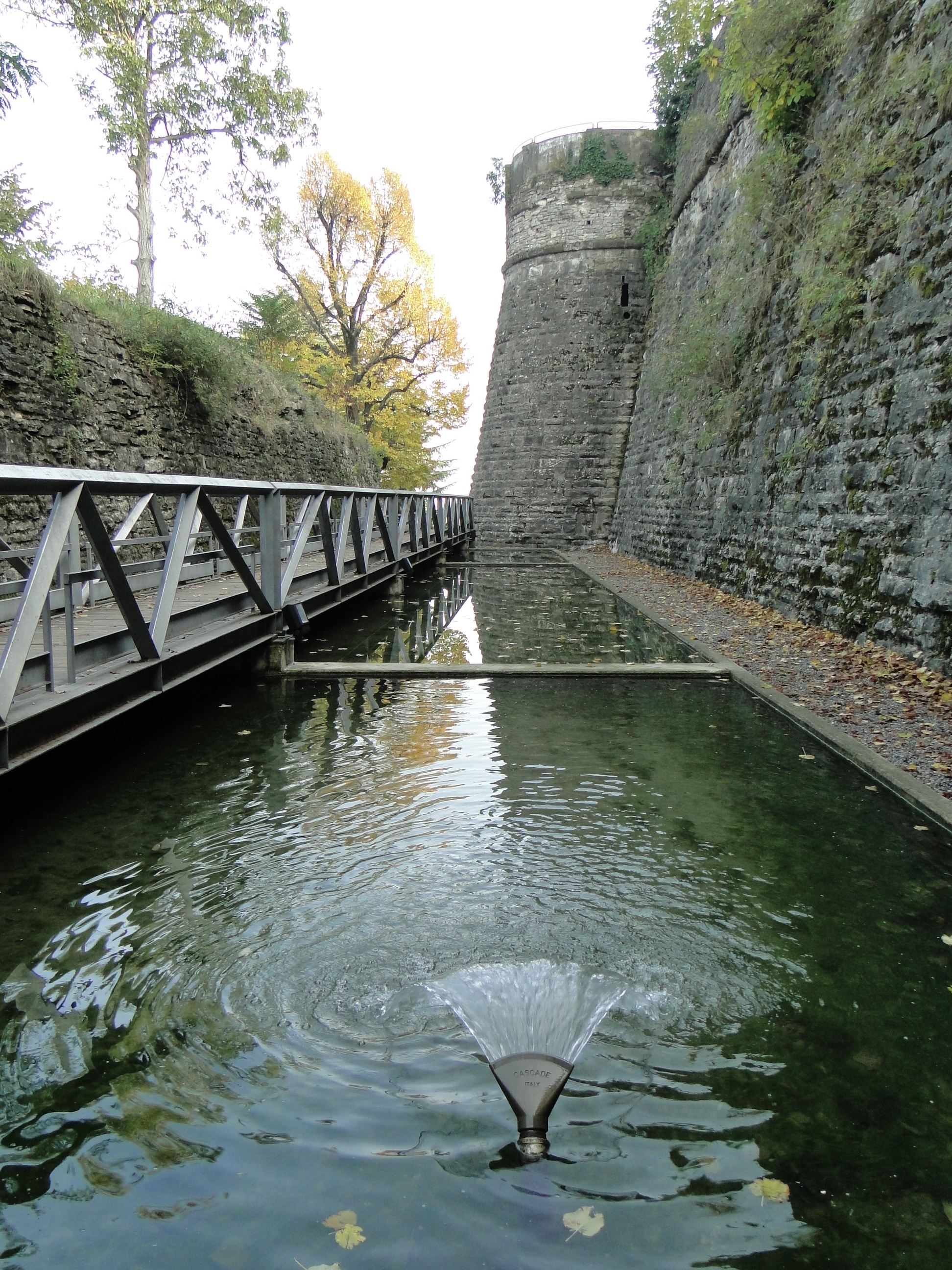
Festungsmauer auf dem Hügel San Vigilio
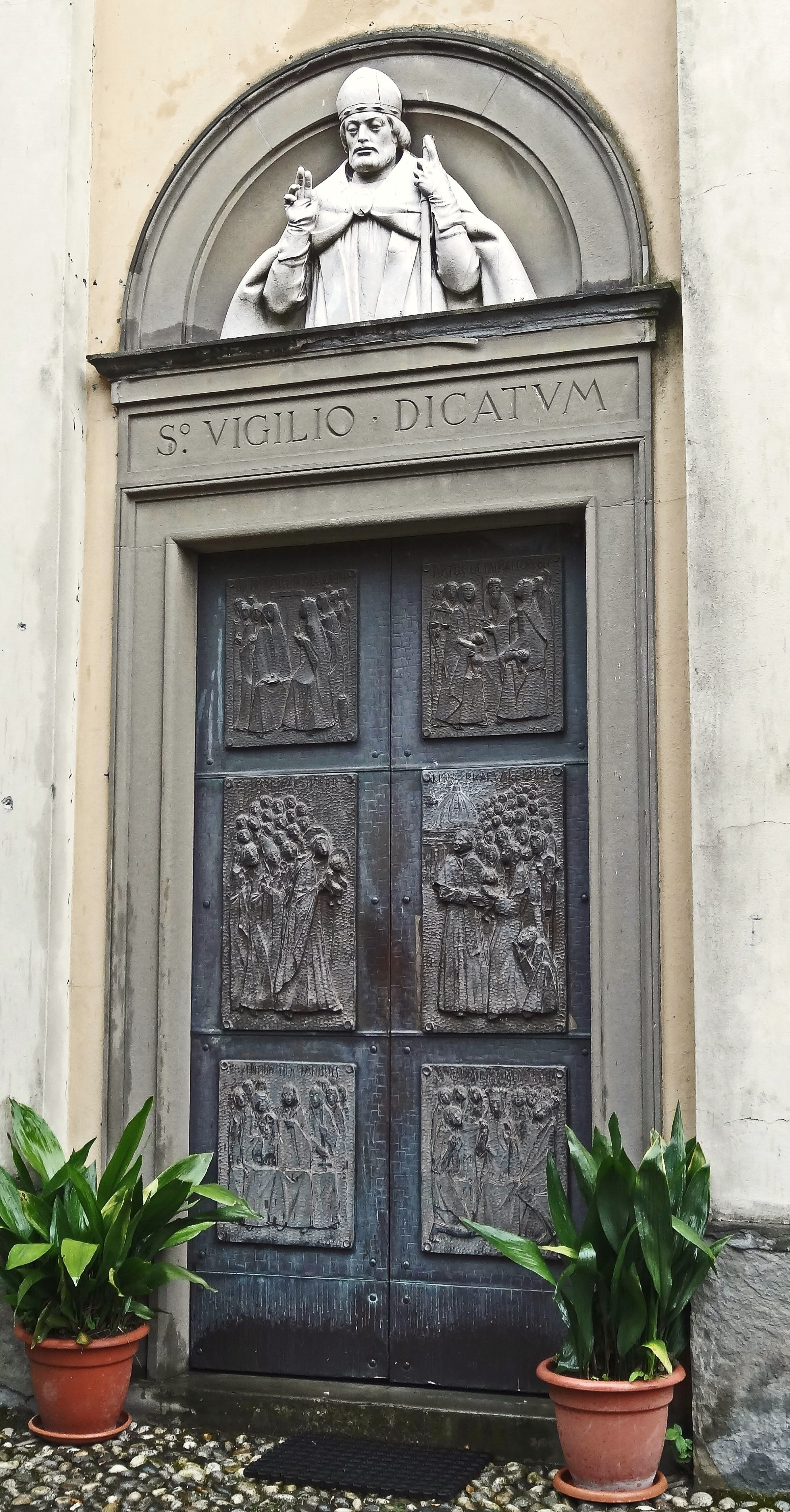
Portal der Kirche des hl. Vigilius
Waschplatz „lavatoio pubblico di via Lupo“

### Unterstadt

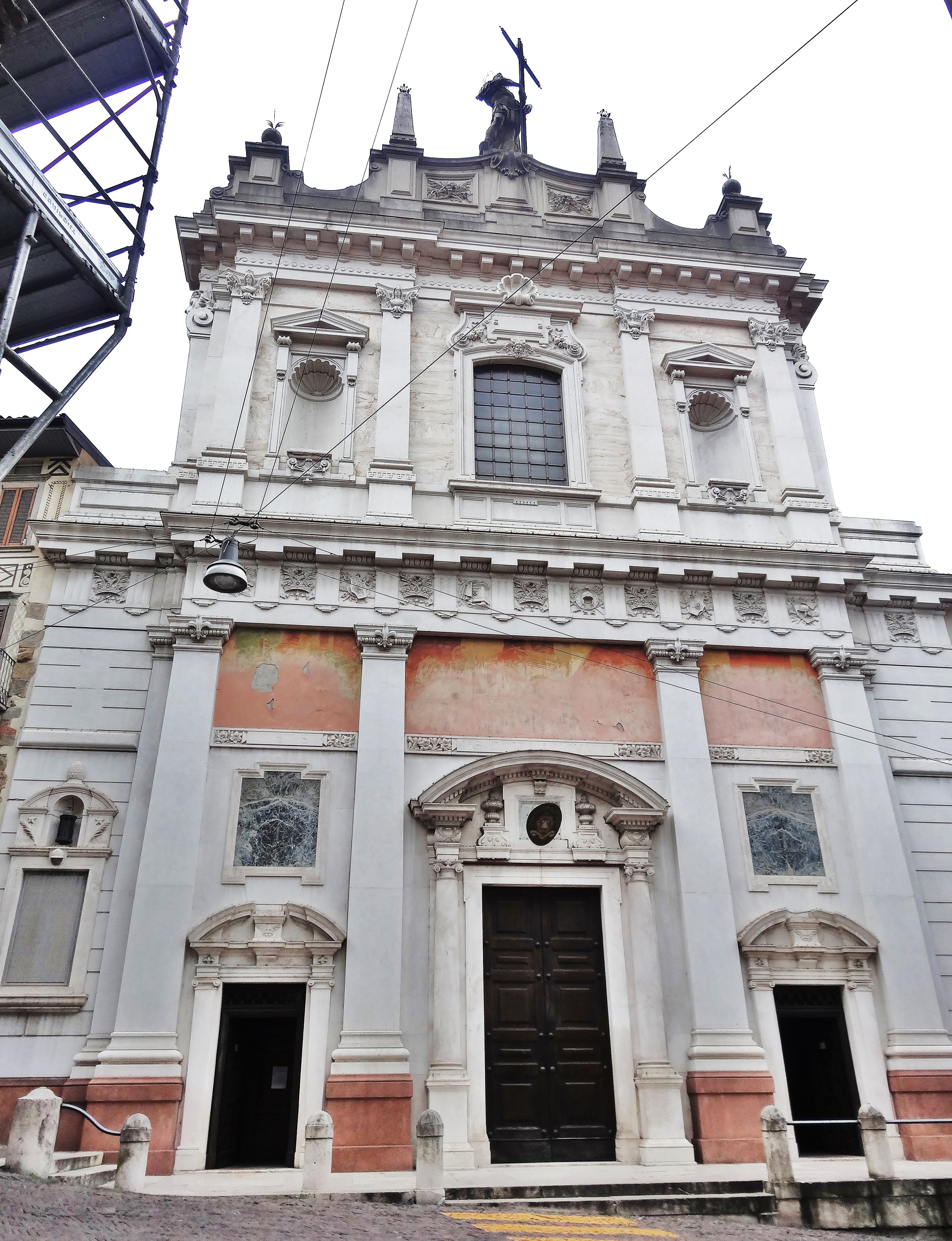
Die Basilika Sant’Alessandro in Colonna

In der Unterstadt, der Città Bassa (ital. città = Stadt, bassa = Unter-, niedrig), liegen die Accademia Carrara, eine Gemäldesammlung mit Werken von Botticelli, Rubens, Raffael, Pisanello und weiteren, und die sogenannte Fiera, ein großes Steingebäude mit 540 Buden und einem großen Saal in jeder Ecke, in dem jährlich die berühmte Bartholomäusmesse abgehalten wird.
In der vom Zentrum nach Norden führenden Via Pignolo stehen Renaissance-Palazzi; in einem ist das Adriano Bernareggi-Diözesanmuseum untergebracht. Hier ist auch die spätbarock-klassizistische Kirche Sant’Alessandro in Colonna zu finden. Etwas oberhalb der Kirche steht ein Neptunbrunnen.
Ober- und Unterstadt sind durch den Viale Vittorio Emanuele sowie seit 1887 durch eine Standseilbahn verbunden.

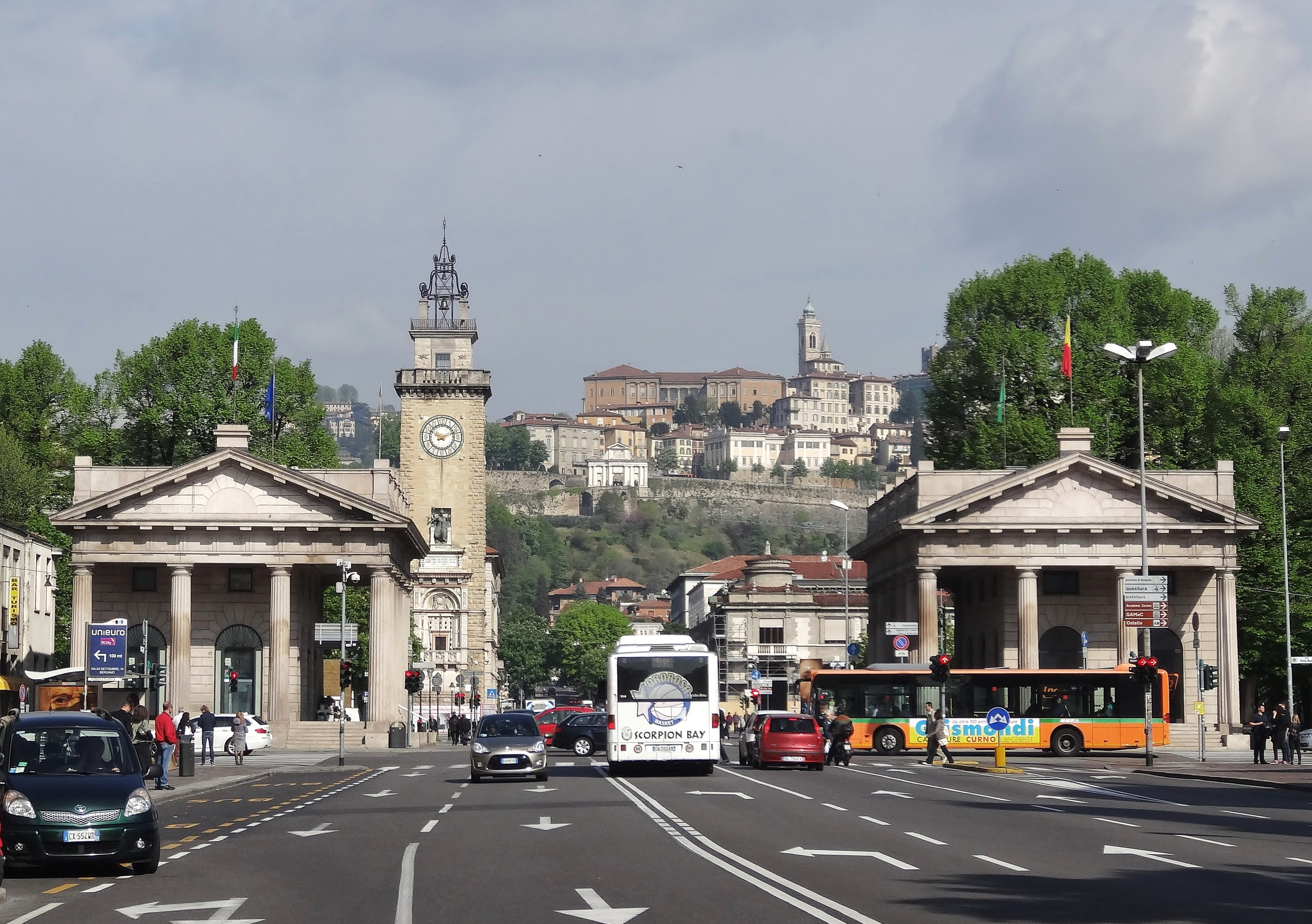
Città Bassa; der Viale Roma mit der Porta Nuova und der Torre dei Caduti, im Hintergrund die Città Alta
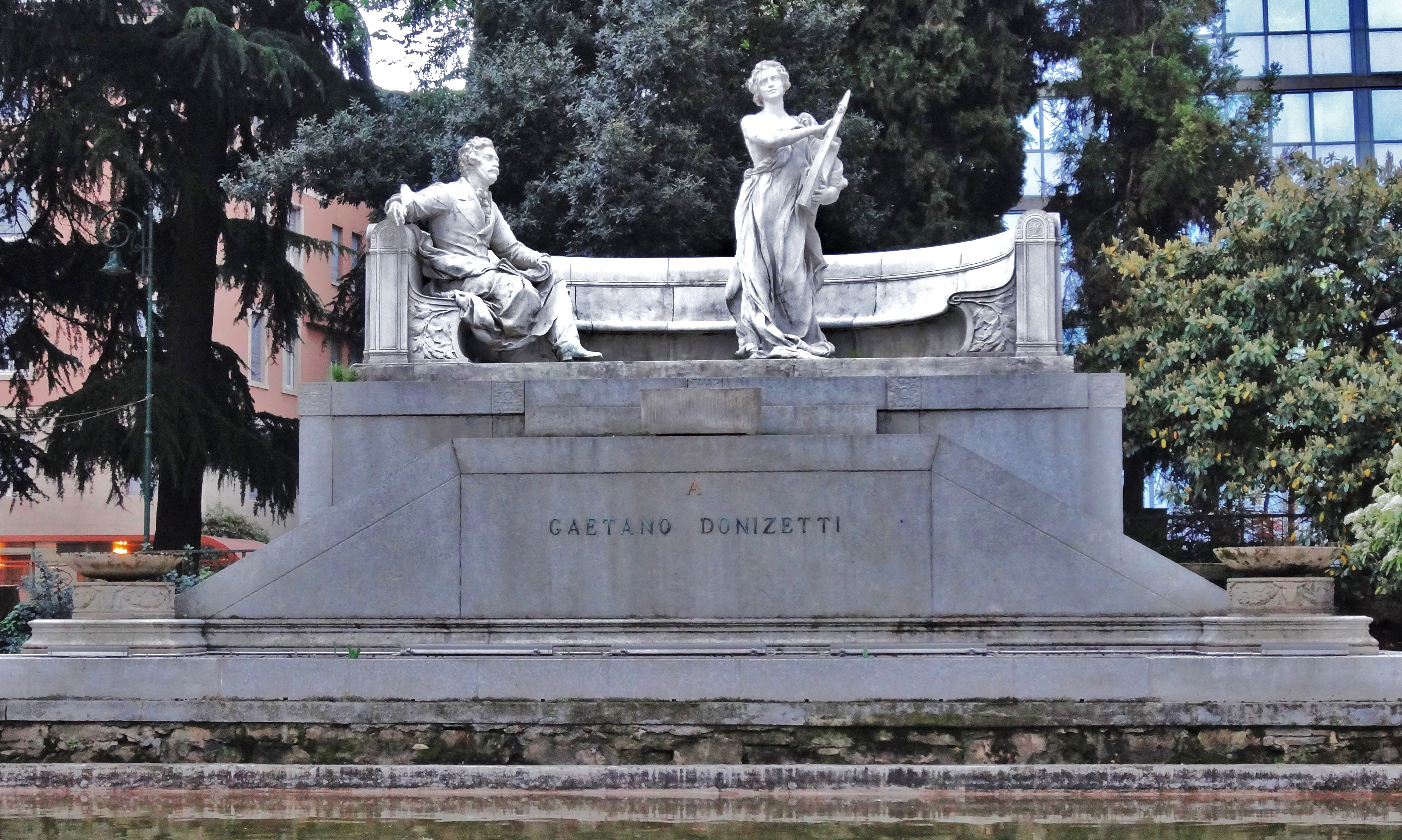
Das Donizetti-Denkmal
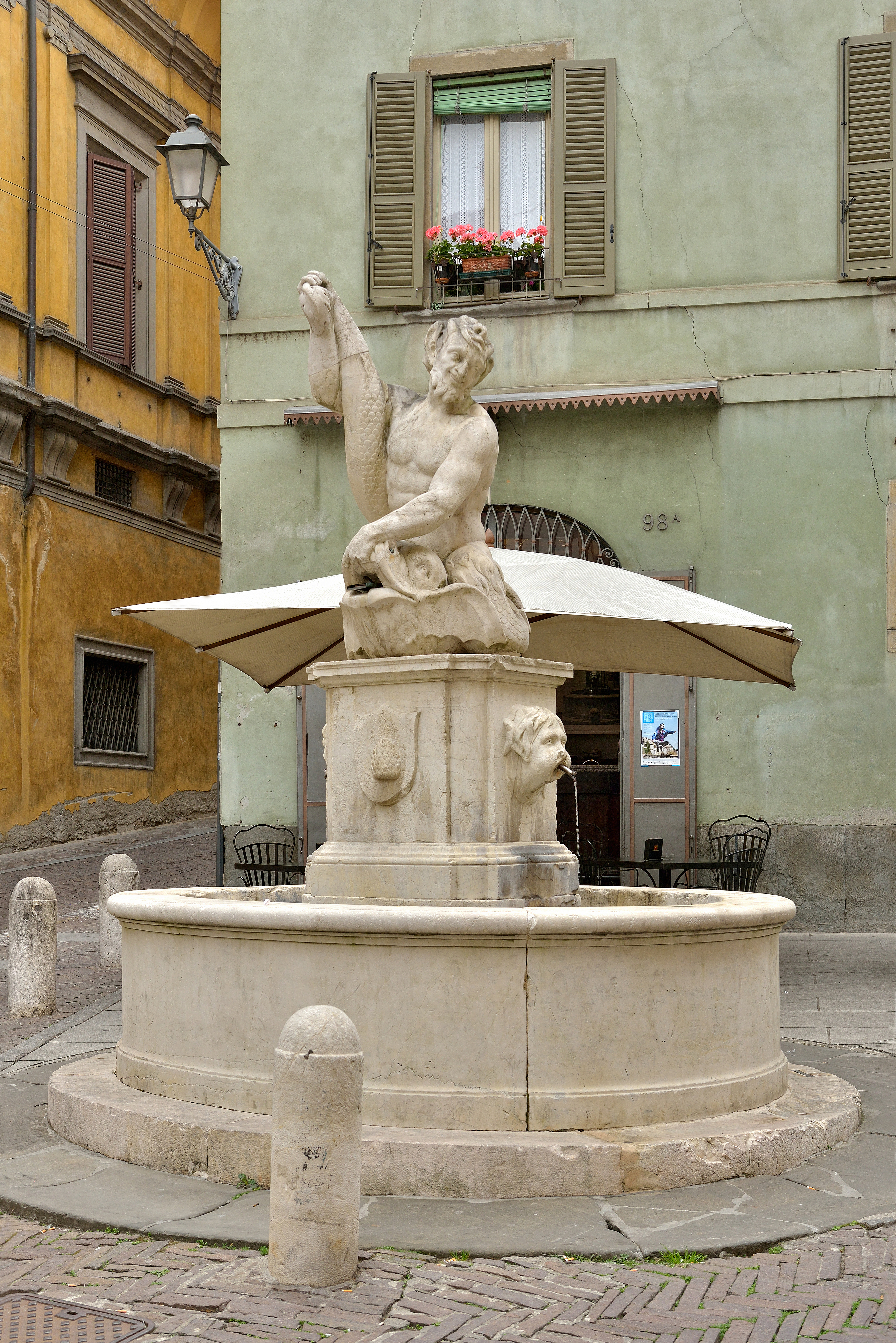
Neptunbrunnen in der Via Pignolo
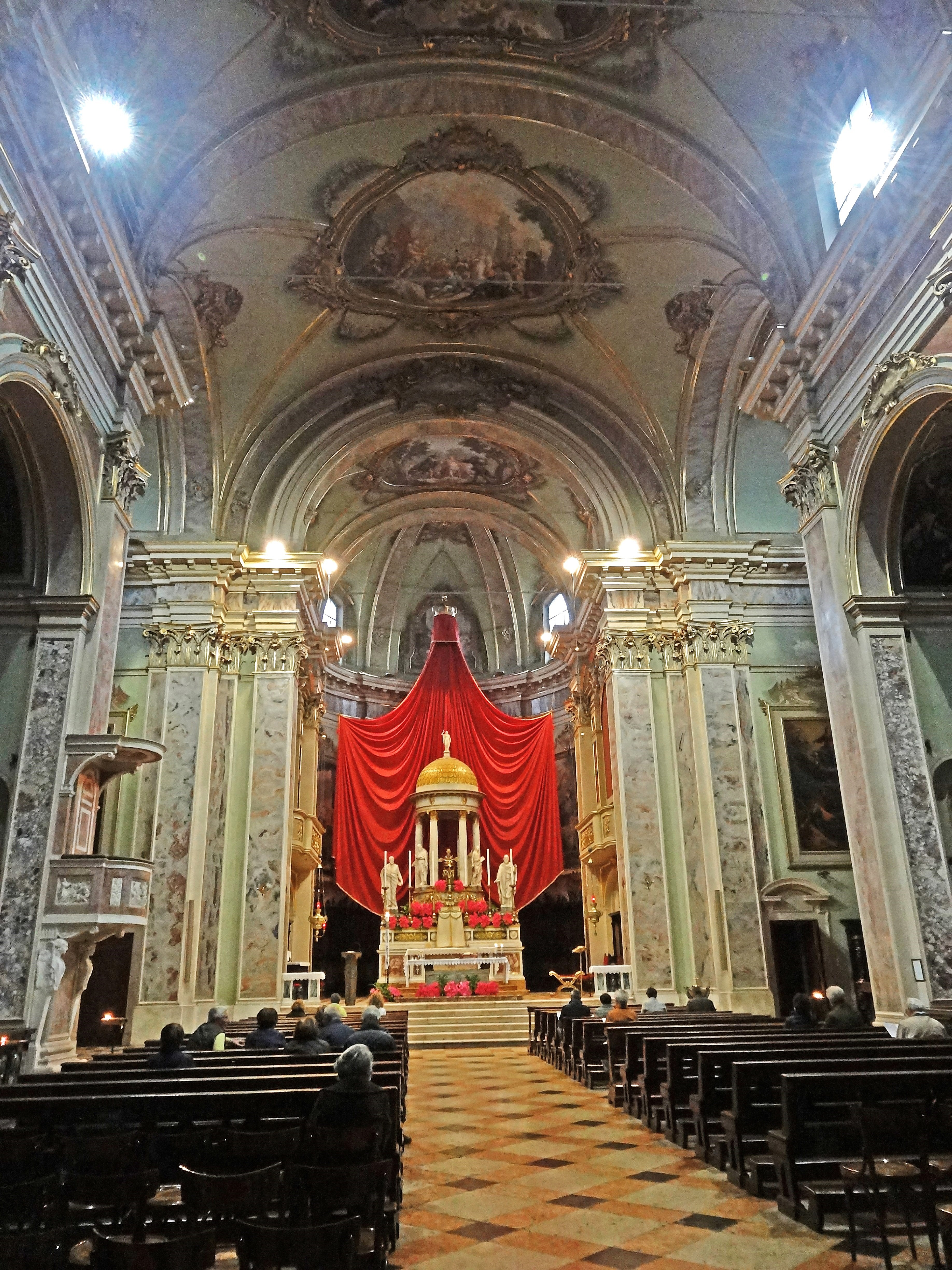
Sant’Alessandro in Colonna, Innenansicht

## Kulinarisches

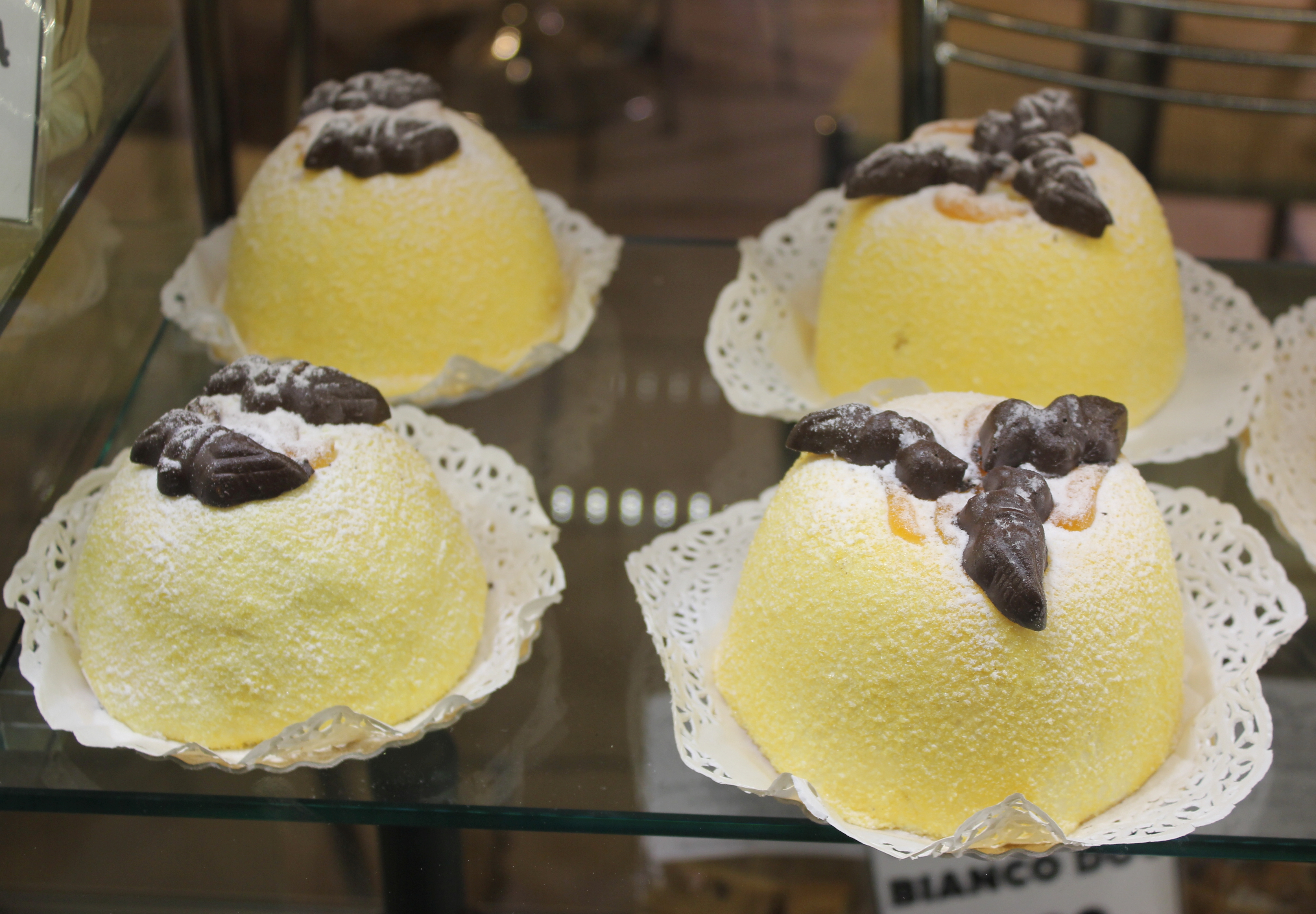
Die Süßspeise Polenta e Osei

Bergamo ist für seine Polenta bekannt. Taleggio ist ein Weichkäse aus einem nahe gelegenen Bergtal. Polenta e Osei ist eine Süßspeise, die eine Miniaturnachbildung einer traditionellen Speise darstellt, nämlich der Polenta mit Spatzen, die bis zum Verbot der Jagd auf Singvögel beliebt war. Die Süßspeise besteht jedoch nicht aus Polenta, sondern aus einer Biskuitmasse, die „Vögel“ sind aus Marzipan bzw. Schokolade.
In Bergamo wurde das Stracciatella-Eis im Jahr 1961 erfunden.

## Sport
Bergamo diente seit dem Jahr 1995 bereits 13 Mal als Zielort der Lombardei-Rundfahrt, die eines der fünf Monumente des Radsports darstellt und somit zu den wichtigsten Eintagesrennen zählt. Besonders in der näheren Vergangenheit führte die Strecke des Radrennens über die Via Maironi Giovanni da Ponte und die Porta San Lorenzo in die Oberstadt (Città Alta), ehe es der Stadtmauer entlang zum Ziel auf dem Viale Roma in der Unterstadt ging. Der Schlussanstieg in die Oberstadt trägt den Namen Colle Aperto und weist auf der Kopfsteinpflaster-Straße maximale Steigungsprozente von 12 % auf. Auch der Giro d’Italia, das größte und wichtigste italienische Etappenrennen, machte bereits 15 Mal in Bergamo halt.
Bergamo beherbergt einen erfolgreichen Frauenvolleyballverein: Volley Bergamo. Der Verein gewann von 1996/1997 bis 2009/2010 sieben Austragungen der Europäischen Clubmeisterschaft (Volleyball Champions League).
Der Serienmeister im American Football und eines der erfolgreichsten Teams dieses Sports auf italienischem und europäischem Niveau, die Bergamo Lions, spielen ebenfalls hier.
Wie in ganz Italien spielt auch Fußball in dem Ort eine große Rolle. Atalanta Bergamo ist ein Verein der höchsten Spielklasse, der Serie A.
Radrennfahrer trainieren gerne auf der steilen Strecke zwischen der Unter- und der Oberstadt.

## Wirtschaft
Schon früh haben sich die Bergamasker durch gewerbliche Tätigkeit ausgezeichnet: sie haben zuerst die Seidenraupenzucht in Oberitalien eingeführt, erlangten durch Schafzucht weiten Ruf, lieferten den besten Eisendraht und leisteten auch im Orgelbau Bedeutendes. Heute ist die Stadt bekannt für ihre chemische Industrie, die Herstellung von Baumaterialien sowie für ihre Forschungsinstitute, darunter das pharmakologische Forschungszentrum IRCCS.

## Verkehr

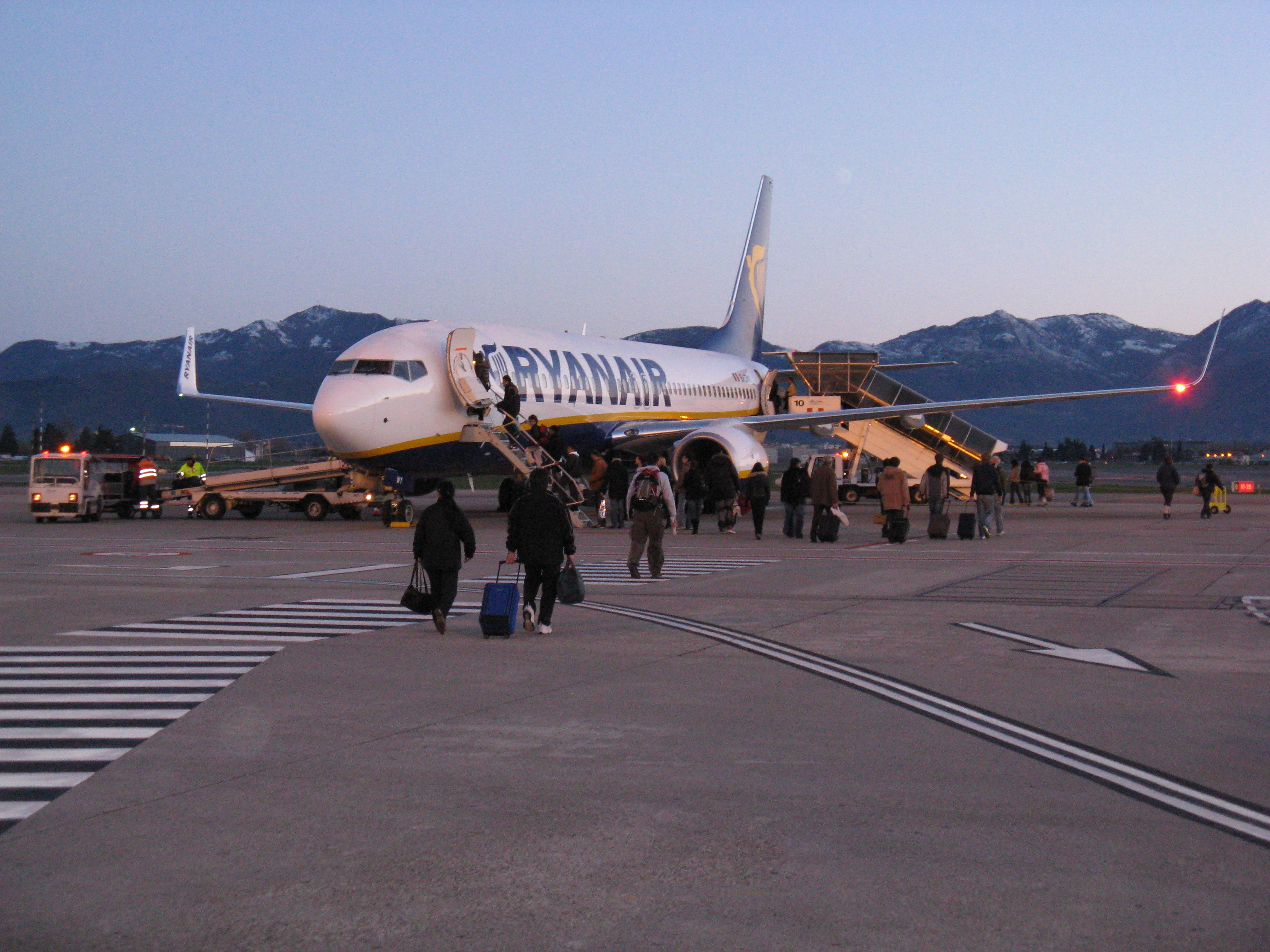
Der Flughafen Orio mit Alpenkulisse

Bergamo liegt an der Autobahn A4. Mit der Eisenbahn beträgt die Fahrzeit ab Mailand (Milano Centrale) etwa 50 Minuten. Neben dem Bahnhof liegt der Busbahnhof, von wo man u. a. ebenfalls nach Mailand fahren kann.
Am südöstlichen Stadtrand liegt der Flughafen Orio al Serio (IATA-Code BGY), der nach Linate und Malpensa von Ryanair als „Mailands dritter Flughafen“ beworben wird. Er wird von Deutschland aus vorwiegend von Billigfluggesellschaften angeflogen. Die Busfahrt mit regulären Stadtbussen (Linie 1C) ins Zentrum dauert etwa 20 Minuten. Es gibt vom Flughafen auch private Buslinien nach Mailand und zum Flughafen Malpensa.
Der öffentliche Verkehr basiert überwiegend auf Buslinien und zwei Standseilbahnen. Seit Frühling 2009 verkehrt auch die Stadtbahn Bergamo–Albino bis zum Bahnhof Bergamo.

### Standseilbahn in dieCittà Alta

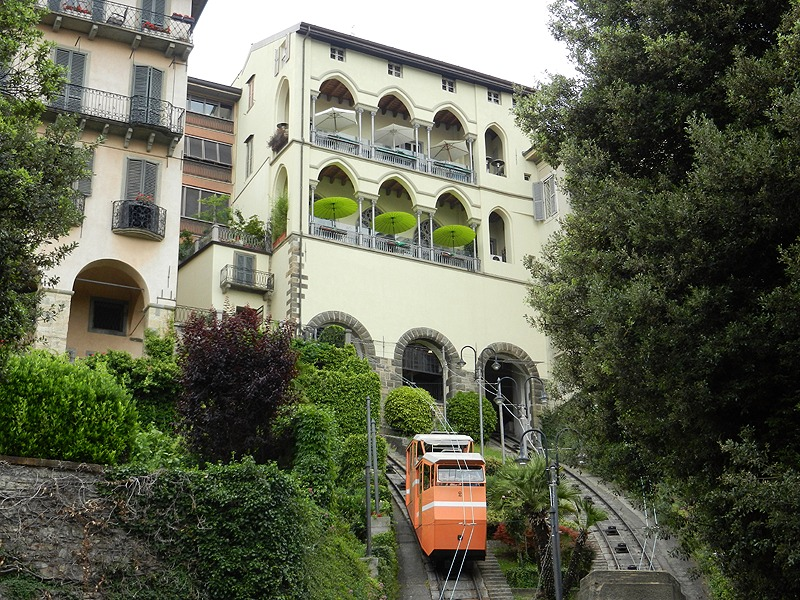
Standseilbahn in die Oberstadt

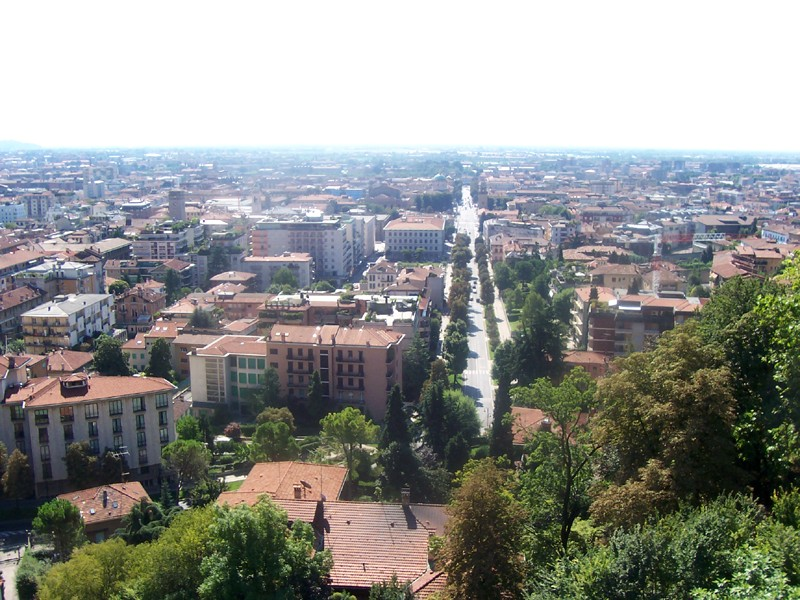
Blick auf Bergamo von der Standseilbahn

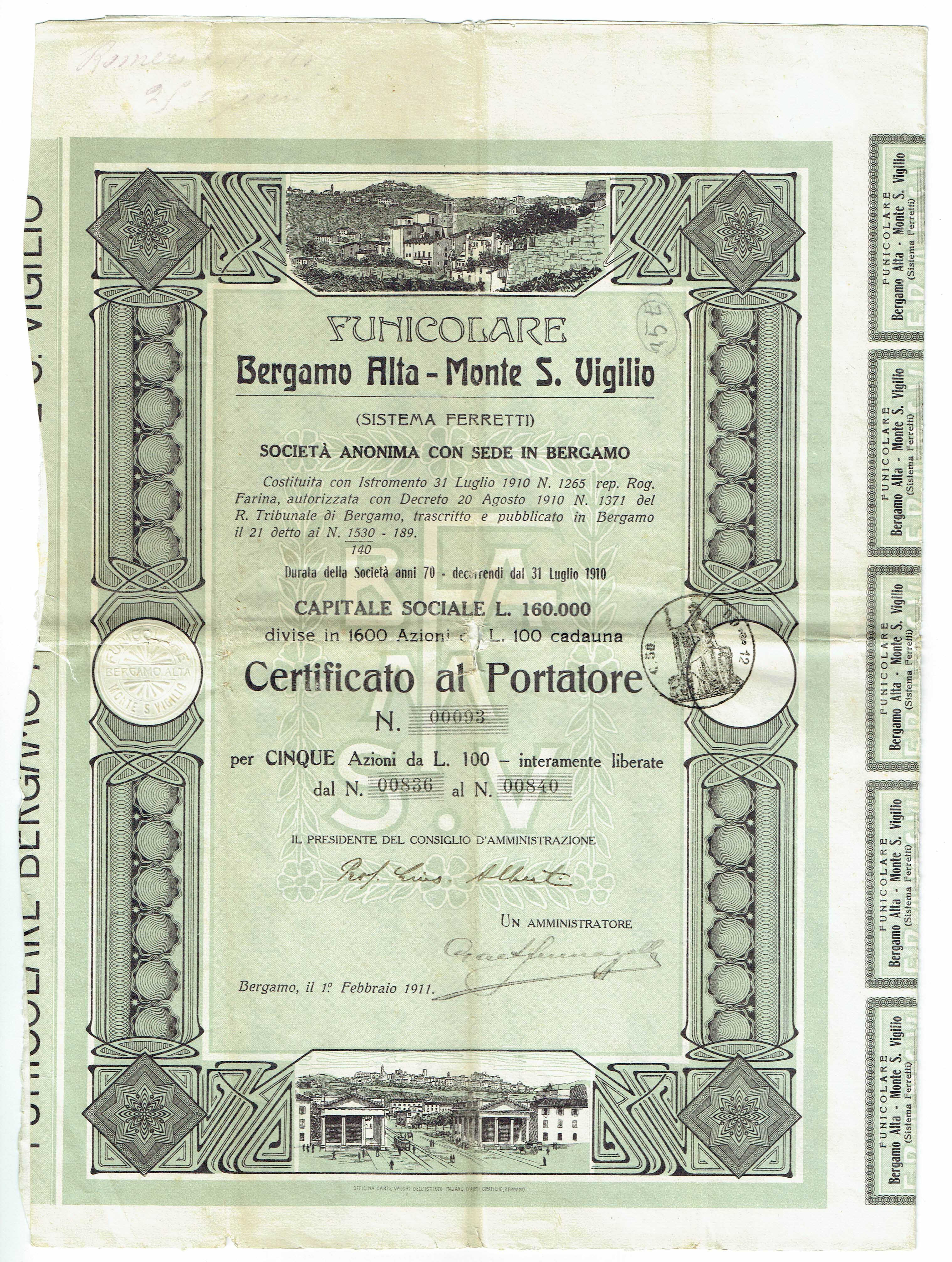
Aktie der Funicolare Bergamo Alta – Monte S. Vigilio S. A. vom 1. Februar 1911

Ab 1880 suchte die Stadt nach einer verkehrstechnischen Lösung, um die auf Hügeln gelegene Oberstadt aus ihrer Isolation und kommerziellen Krise zu befreien, die nach der Ausdehnung und Entwicklung der modernen, sich immer weiter ausbreitenden Unterstadt eingetreten war. Auch die Kommunalverwaltung zog in die Zone Sentierone der Unterstadt um. Nach langer Diskussion wurde der Vorschlag des Ingenieurs Alessandro Ferretti angenommen. Dieser wurde beauftragt, eine Standseilbahn zu bauen, die die Viale Vittorio Emanuele am nördlichen Rand der Unterstadt mit der Piazza Mercato delle Scarpe der südlichen alten Oberstadt verbinden sollte.
Die Jungfernfahrt der Standseilbahn fand am 20. September 1887 statt. Sie überwindet auf ihrem Weg von der Unterstadt (271 m) in die Oberstadt (356 m) einen Höhenunterschied von 85 m, wobei das höchste Gefälle 52 % beträgt. Die Wegstrecke für die eine Kabine misst 236 m, für die zweite 240 m. Jeder der beiden Waggons fasst bis zu 50 Personen. Der Ingenieur Ferretti, der auch die Direktion der Pferdebahn der Unterstadt innehatte, verwaltete sie bis 1907, als die Leitung der Anlage durch eine Volksabstimmung an die Stadtverwaltung überging. Im Jahr 1921 wurde die Anlage durch zwei Schrägaufzüge ersetzt und die zwei Stationen umgebaut. Jeder der beiden Wagen wird nun unabhängig vom anderen an einem Seil den Berg hochgezogen, wobei das Seil in der Bergstation auf eine Trommel aufgewickelt wird. Die Umbauarbeiten wurden von August Stigler durchgeführt. Weitere Renovierungen folgten 1954, 1963/64 sowie 1987, genau 100 Jahre nach ihrer Einweihung. Heute ist die Seilbahn beliebtes und schnelles Verbindungsmittel für Einheimische und Touristen zwischen der Unter- und Oberstadt.

### Standseilbahn vonSan Vigilio
Eine zweite Standseilbahn fährt innerhalb der nordwestlichen Oberstadt zum Hügel San Vigilio. Sie wurde am 27. August 1912 mit einem 55 Plätze fassenden Waggon in Betrieb genommen und überwindet auf ihrer 630 m langen Strecke von 369 m auf 459 m einen Höhenunterschied von 90 m. Das höchste Gefälle beträgt 22 %. Die verwaltende Firma befand sich bald in finanziellen Schwierigkeiten, so dass 1918 die Verbindung ebenfalls von den städtischen Verkehrsbetrieben übernommen wurde. Nach der Stilllegung zwischen 1976 und 1984 wurde die Seilbahn von 1987 bis 1991 grundlegend erneuert und dient heute in erster Linie Touristen dazu, die 496 m hoch gelegene Burg zu erreichen, von wo man einen überwältigenden Blick auf die Altstadt, die Unterstadt sowie das weite Umland hat. Außerdem kann man hier Teile eines Verteidigungssystems besichtigen, das von 1550 bis zum Beginn des 18. Jahrhunderts auf bestehenden mittelalterlichen Strukturen umgebaut und erweitert wurde. Einer der berühmtesten Fahrgäste der ersten Jahre war Hermann Hesse im Jahr 1913.

## Städtepartnerschaften
| Greenville, Vereinigte Staaten (1985) Bengbu, Volksrepublik China (1988) Mülhausen, Frankreich (1989) Twer, Russland (1989) | Posadas, Argentinien (1998) La Rioja, Argentinien (1998) Pueblo, Vereinigte Staaten (2005) Cochabamba, Bolivien (2008) | Olkusz, Polen (2009) Ludwigsburg, Deutschland (2022) Butscha, Ukraine (2022) |

## Persönlichkeiten
Bekannte Persönlichkeiten der Stadt sind in der Liste von Persönlichkeiten der Stadt Bergamo aufgeführt.

## Bergamo in der Literatur
- Jens Peter Jacobsen: Sechs Novellen im Projekt Gutenberg-DE
- Eckhard Henscheid, Dolce Madonna Bionda, Zürich 1983.